# NBAオールルーキーチーム
NBAオールルーキーチームは、NBAのシーズン毎に優秀な新人選手たちに、授与される栄誉。1962年に始められた。毎年、ドラフト指名やドラフト外で50名を超える新人がリーグに入ってくるが、その中でも実際にゲームに出場するチャンスを得て、好成績を残せるルーキーは、多くはいない。この栄誉を受けられる選手は、後もリーグを支える選手となる可能性を持っていることが多い。セレクションはNBAヘッドコーチの自チーム以外の選手への投票によって行われる。ファースト(第一)チーム、セカンド(第二)チーム、それぞれ5選手が選ばれる。プレーヤーはファーストに投票されると2ポイント、セカンドで1ポイントを獲得し、ポイントの合計で上位5選手がファーストチームを構成し、続く5選手がセカンドチームとなる。5番目の得票が同数の場合は6名以上になる。同得点での6人以上の選出は2012年にカワイ・レナード、イマン・シャンパート、ブランドン・ナイトが同点5位でファーストチームに選ばれた。

## 最多選出チーム
2013年までで最多選出チームは、シカゴ・ブルズ、ゴールデンステート・ウォリアーズ、ワシントン・ウィザーズで、20名の輩出が最高記録である。

## 歴代選出選手一覧

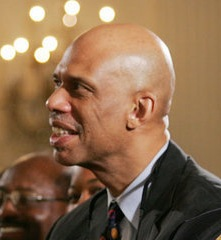
カリーム・アブドゥル・ジャバー

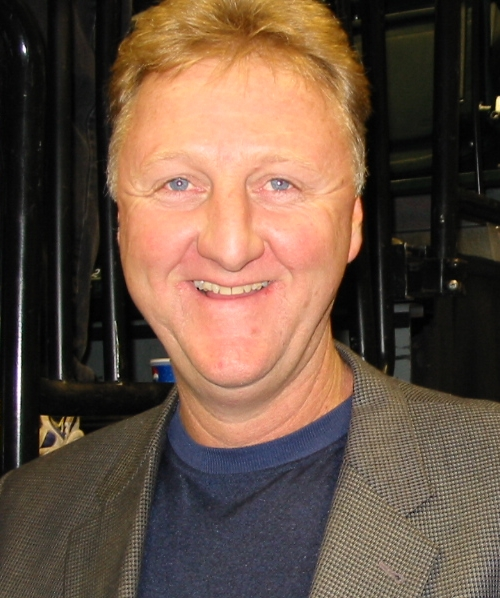
ラリー・バード

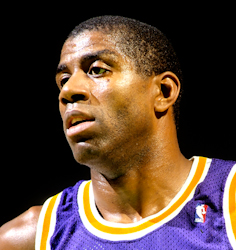
マジック・ジョンソン

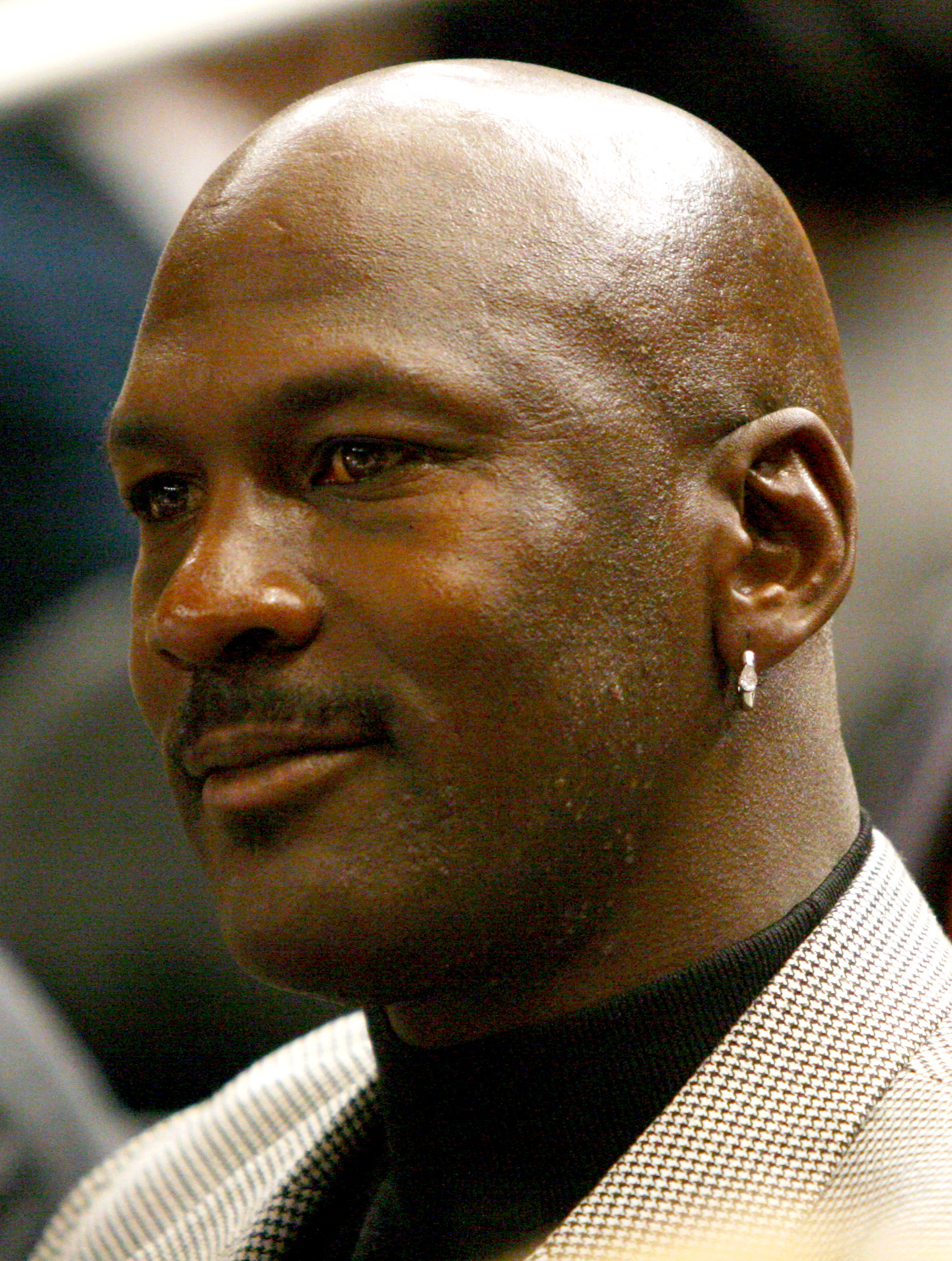
マイケル・ジョーダン

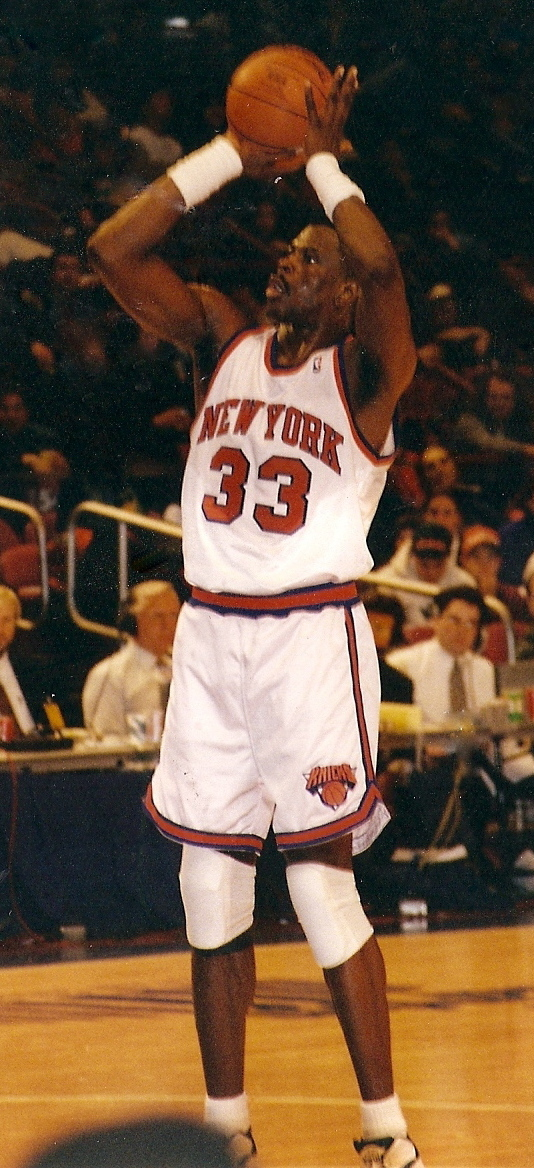
パトリック・ユーイング

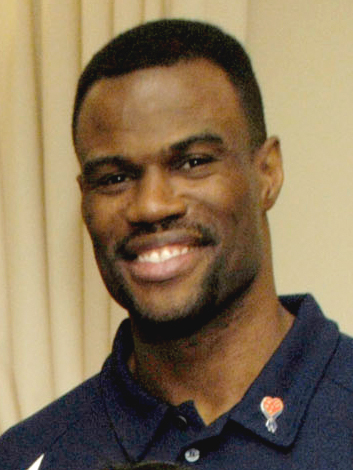
デビッド・ロビンソン

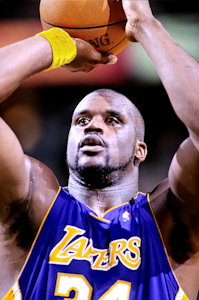
シャキール・オニール

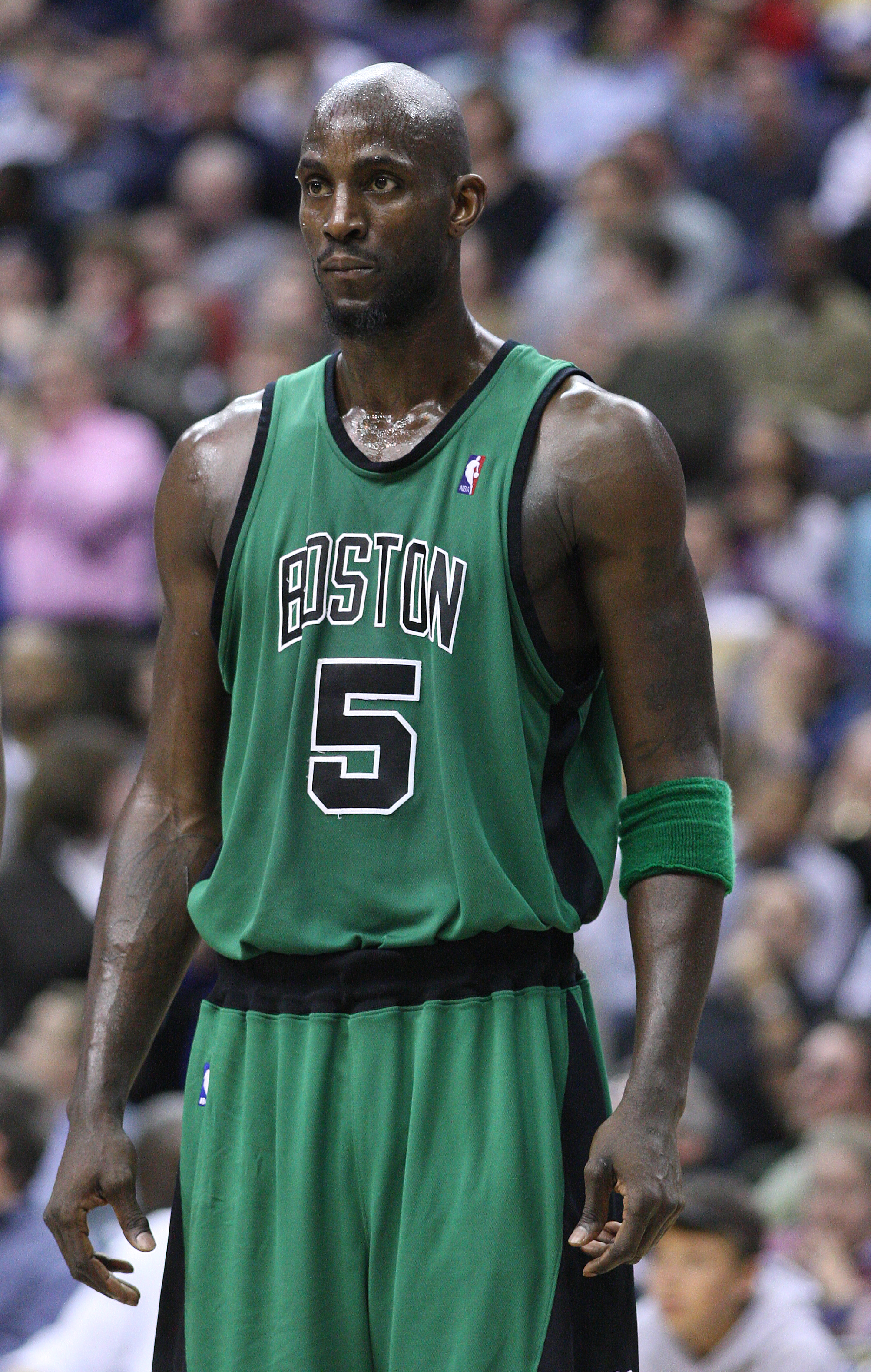
ケビン・ガーネット

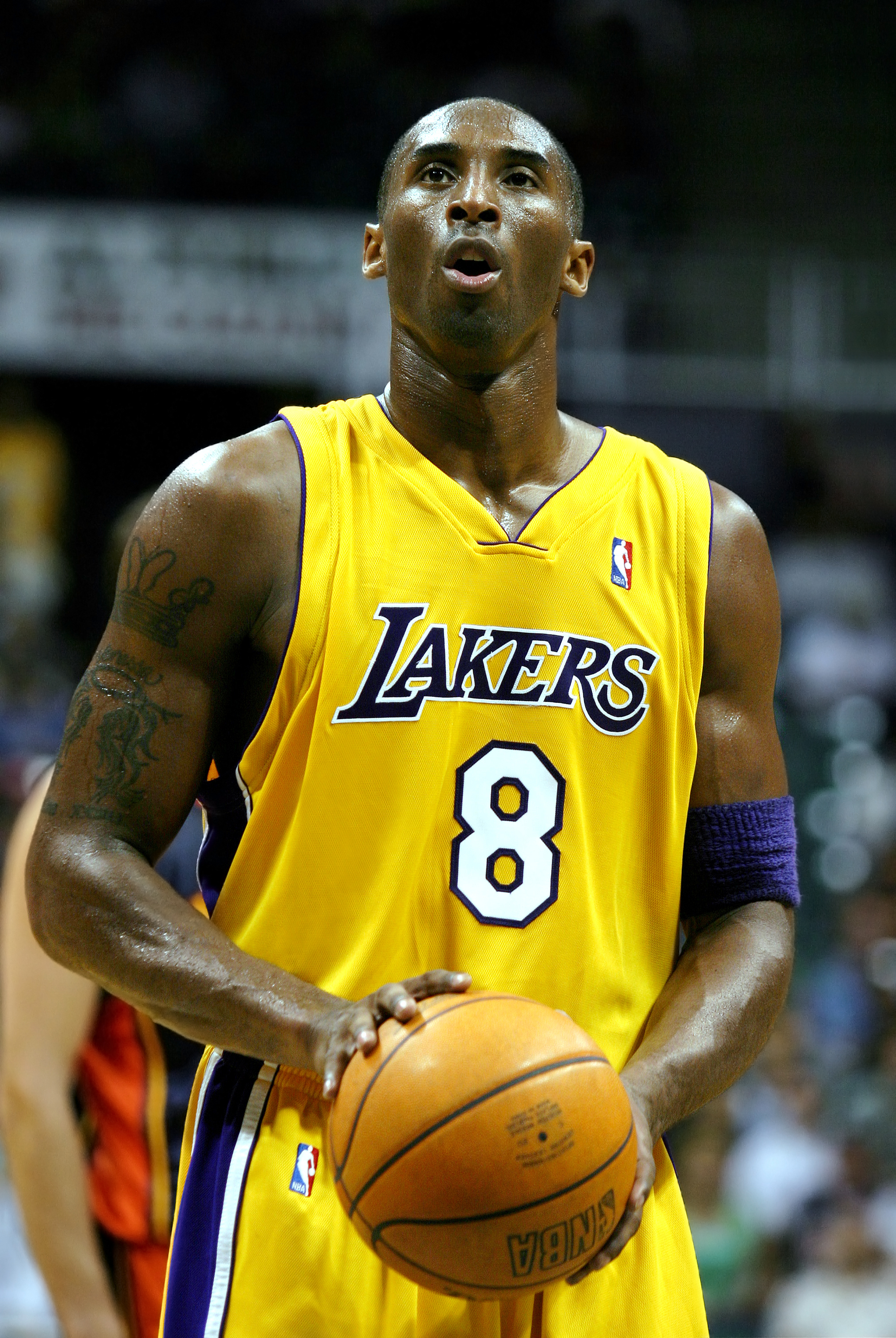
コービー・ブライアント

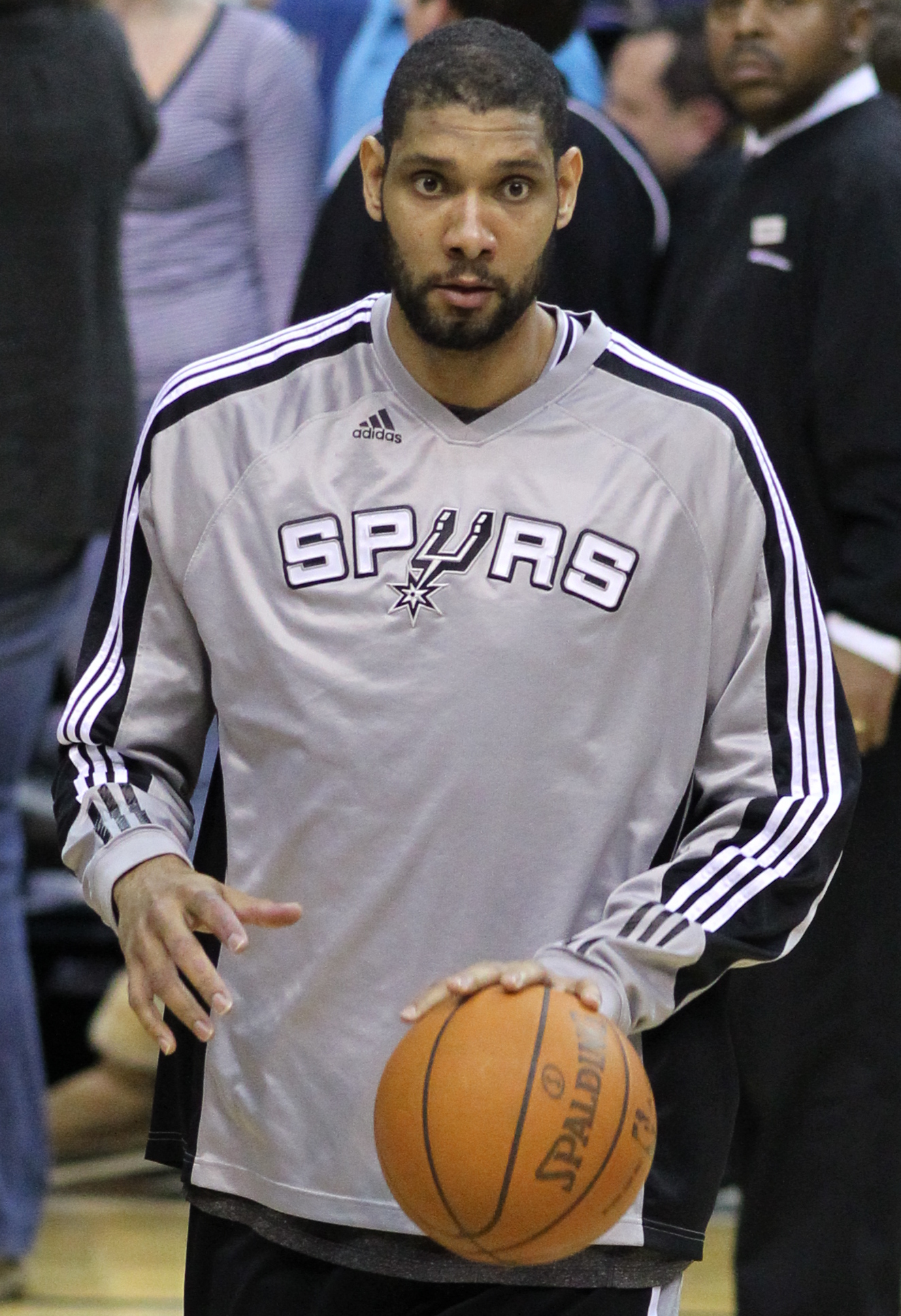
ティム・ダンカン

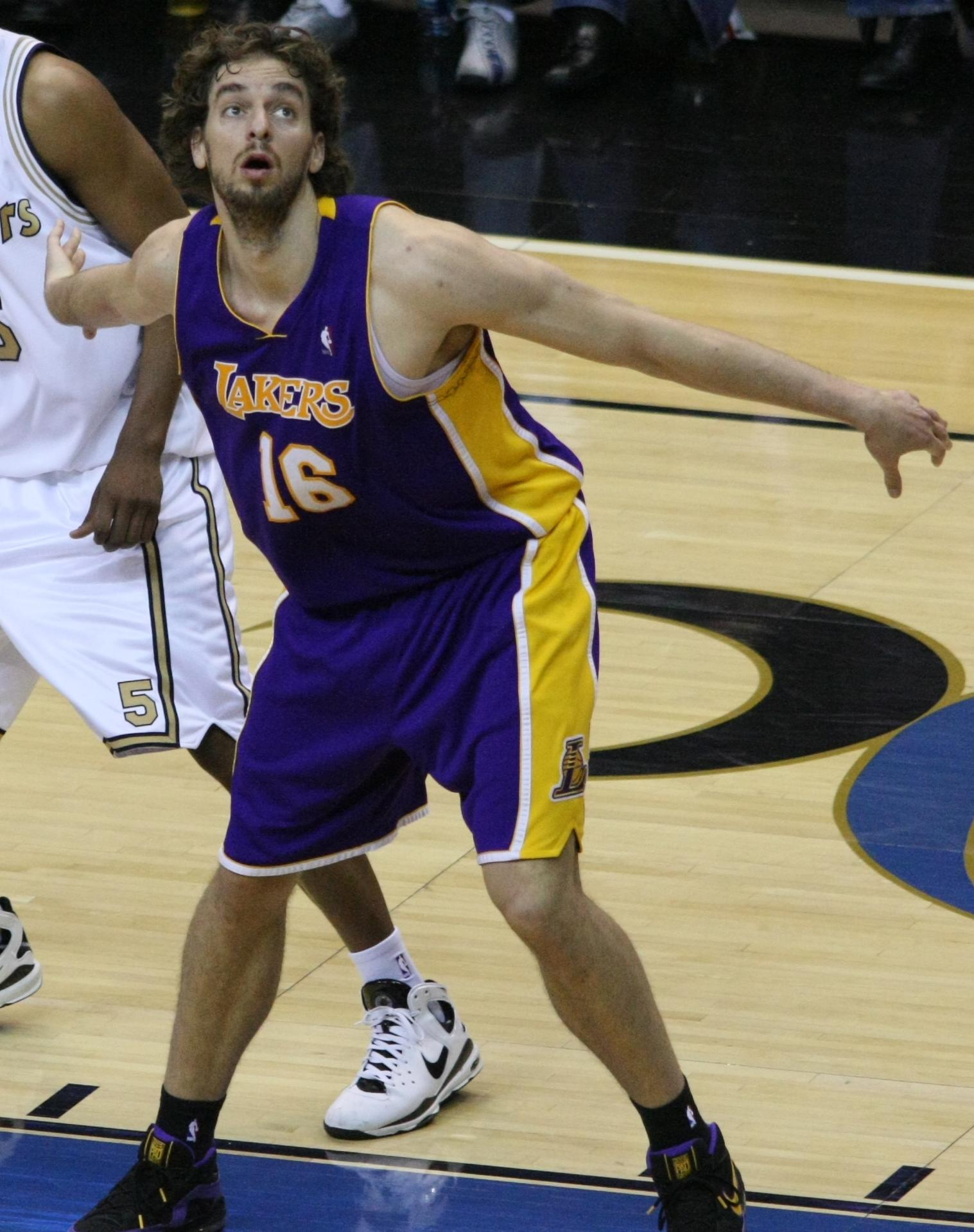
パウ・ガソル

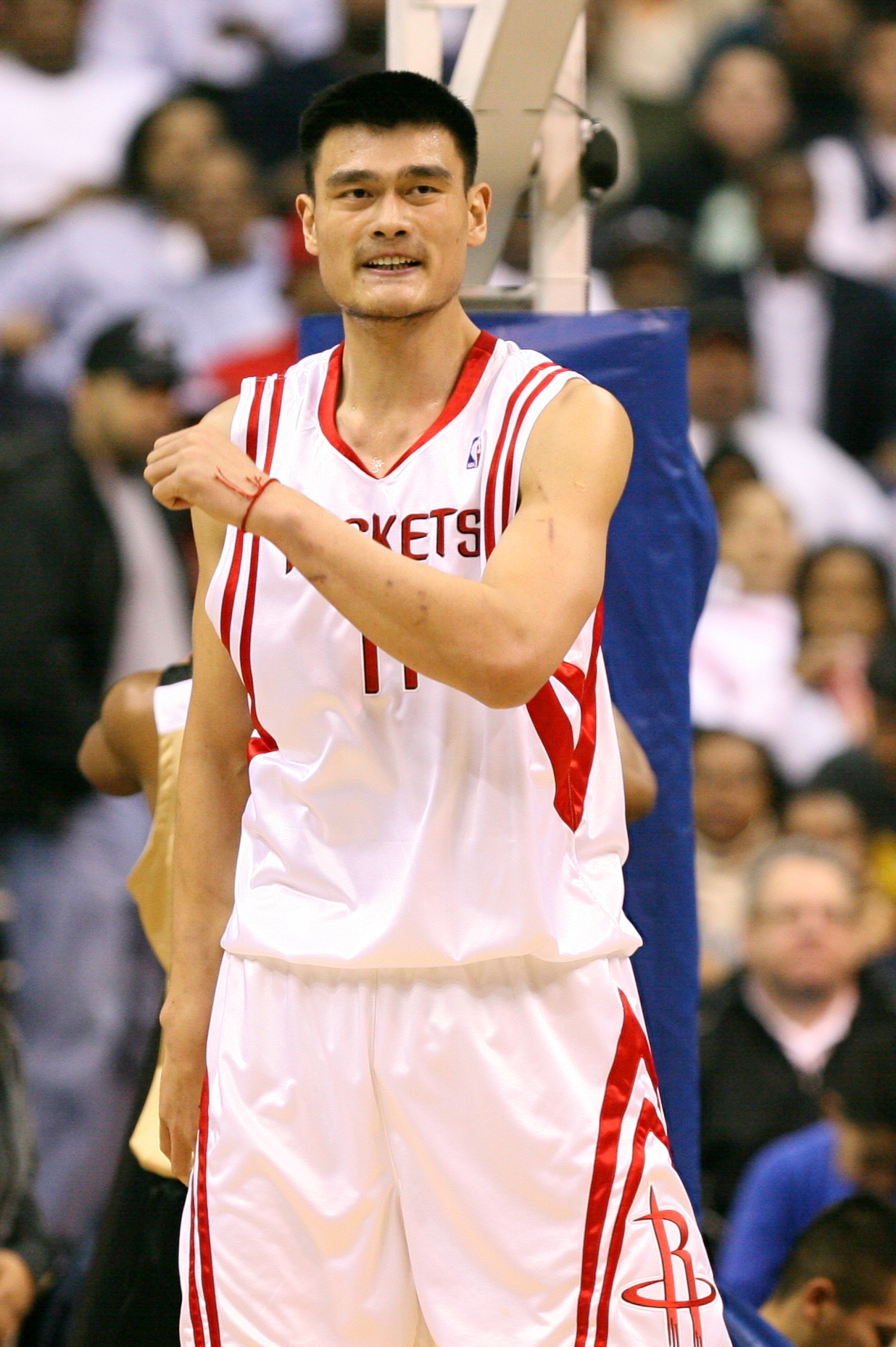
姚明

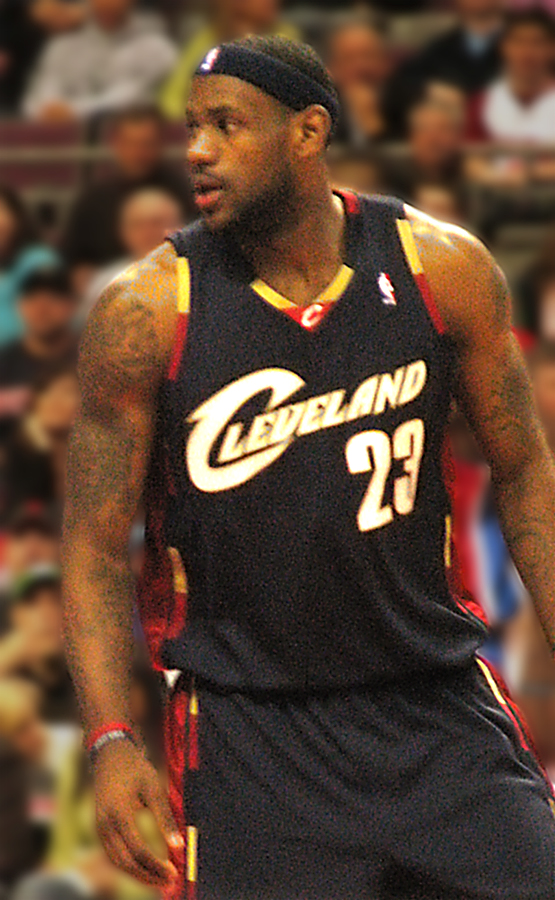
レブロン・ジェームズ

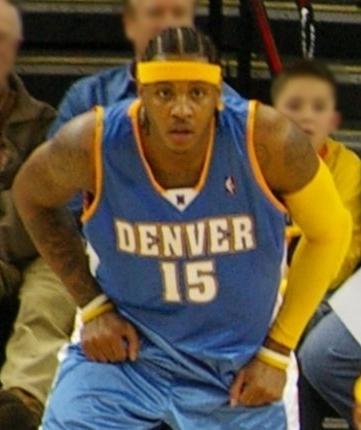
カーメロ・アンソニー

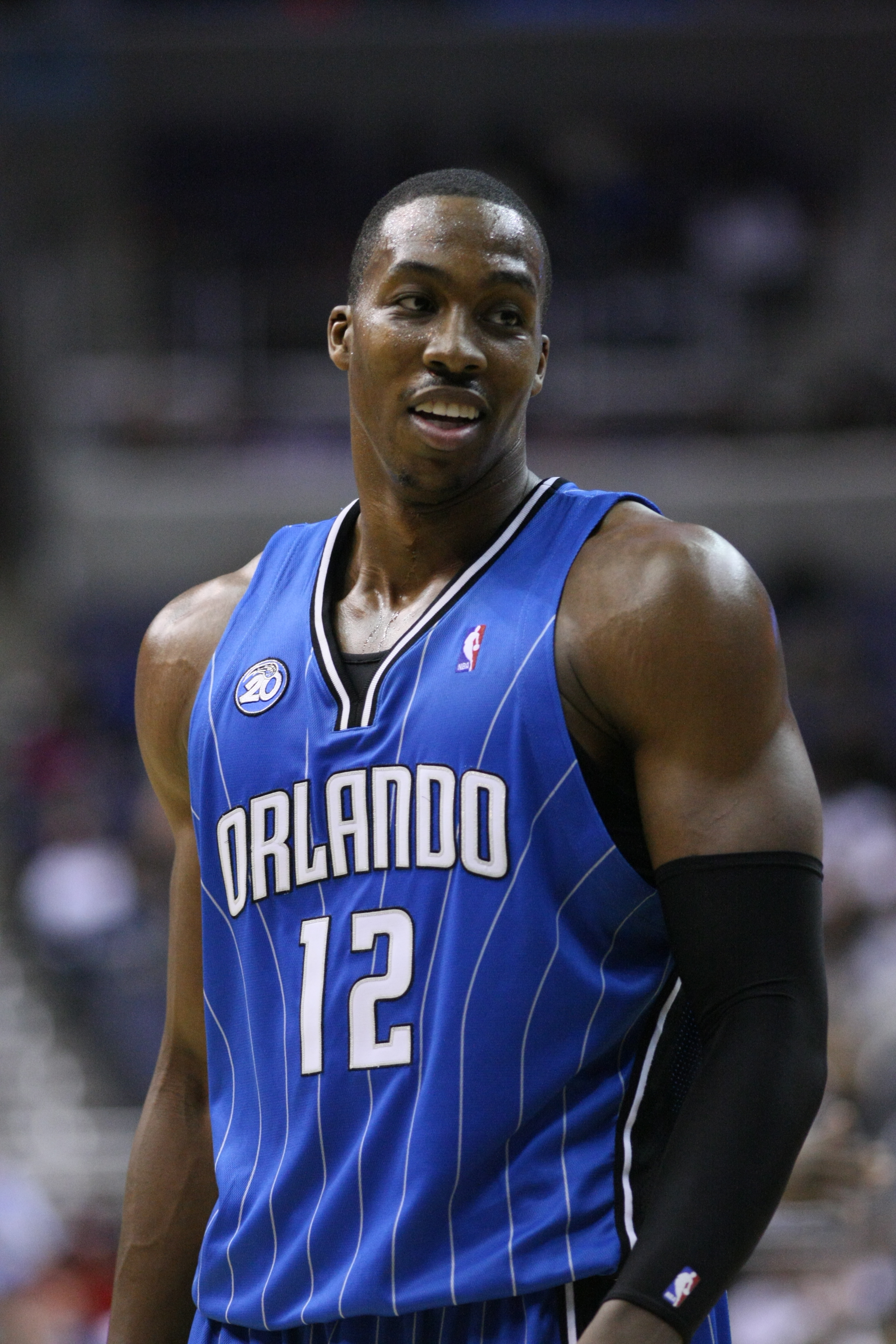
ドワイト・ハワード

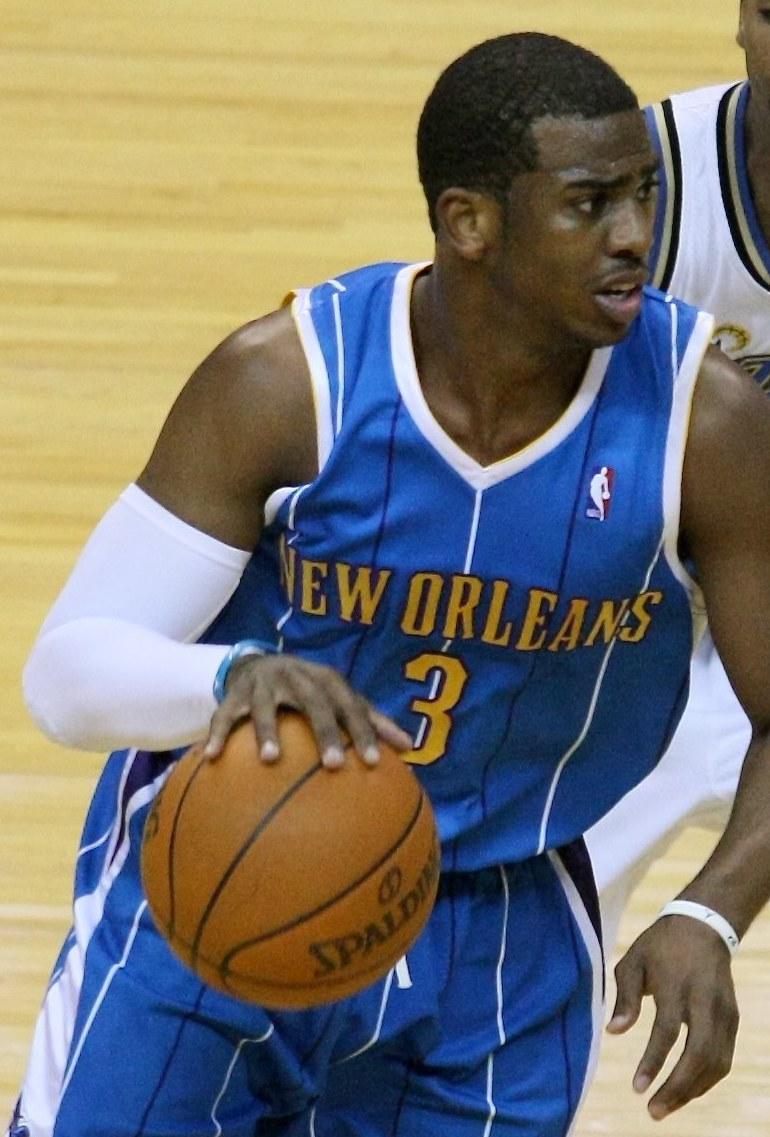
クリス・ポール

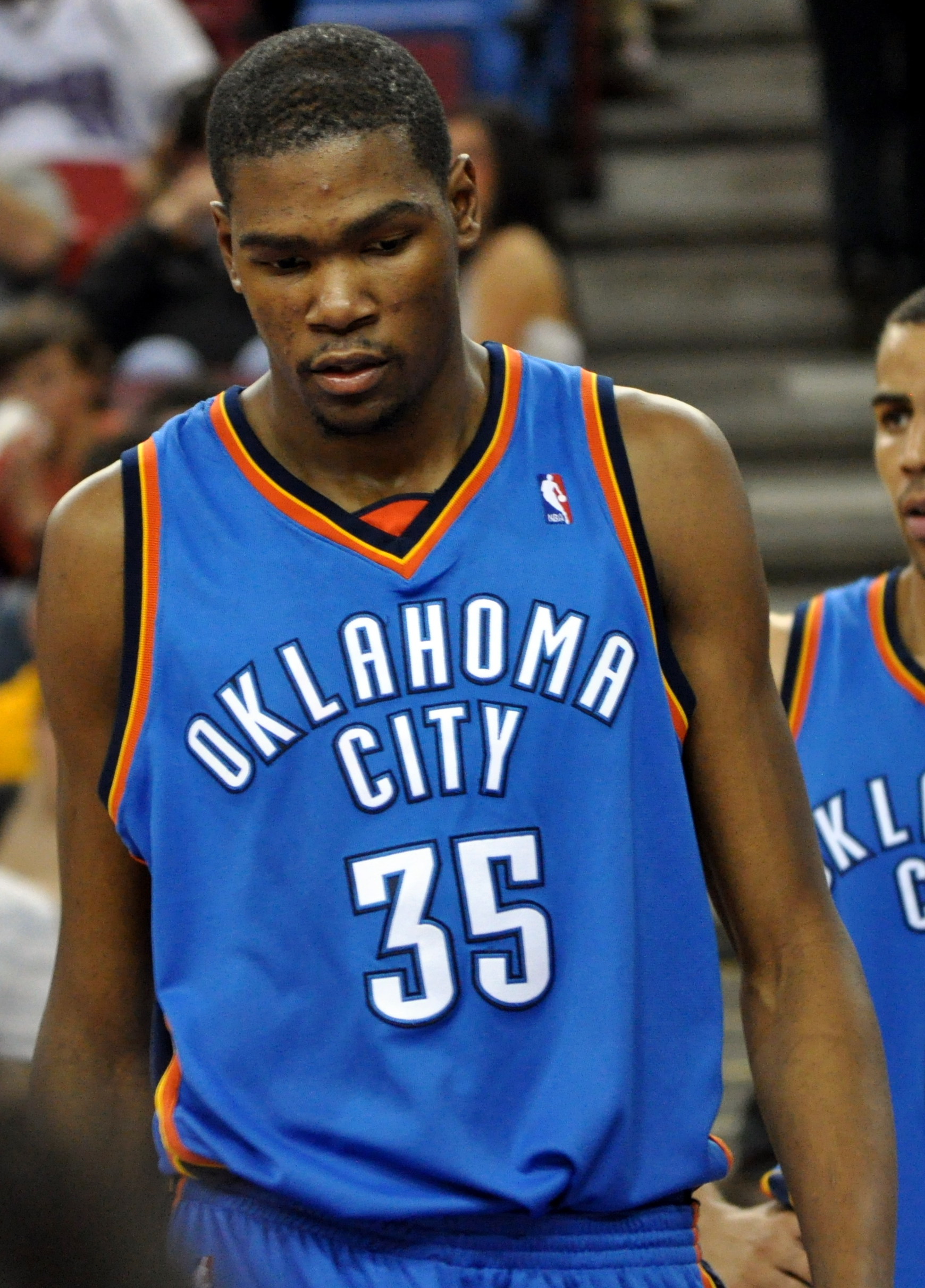
ケビン・デュラント

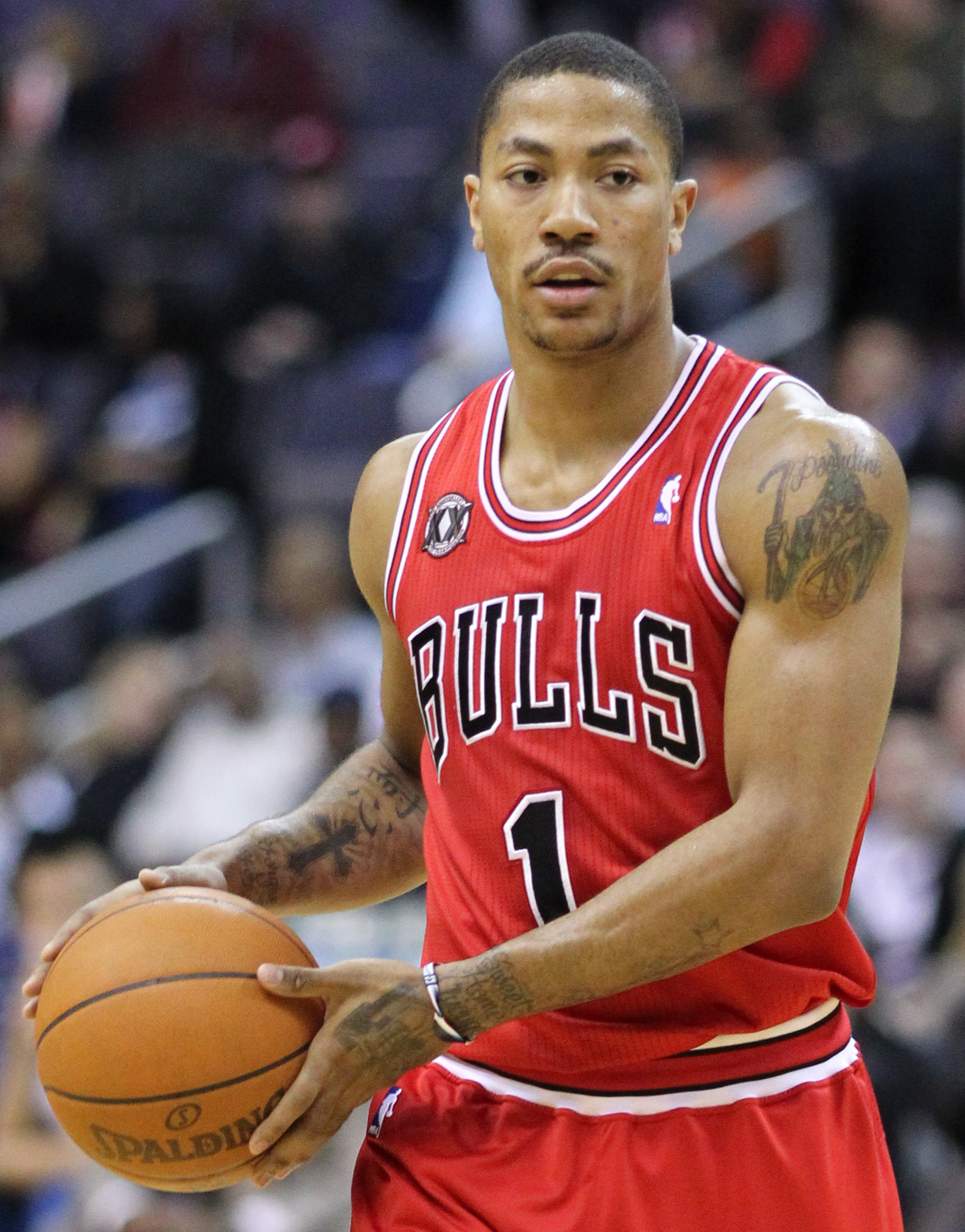
デリック・ローズ

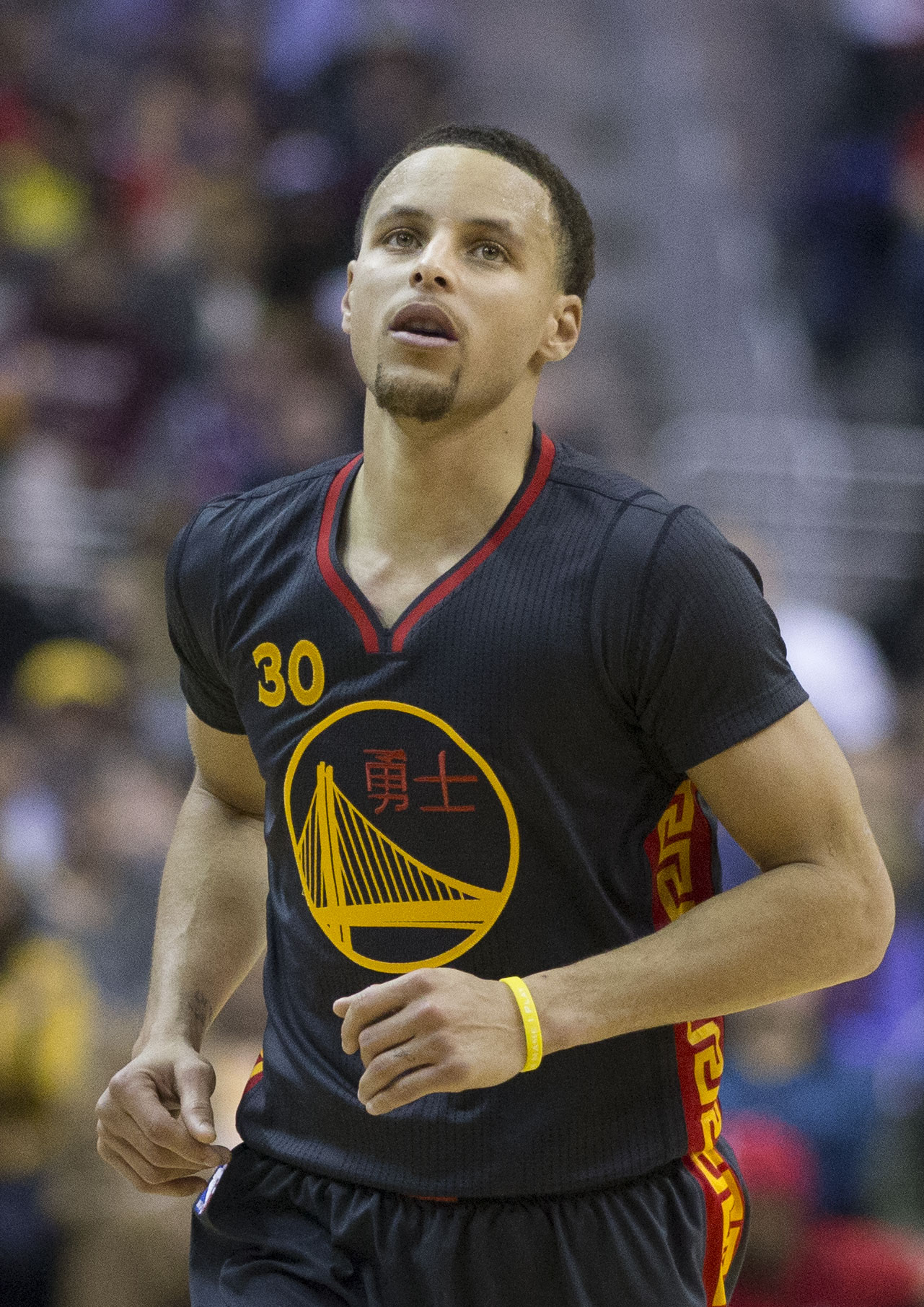
ステフィン・カリー

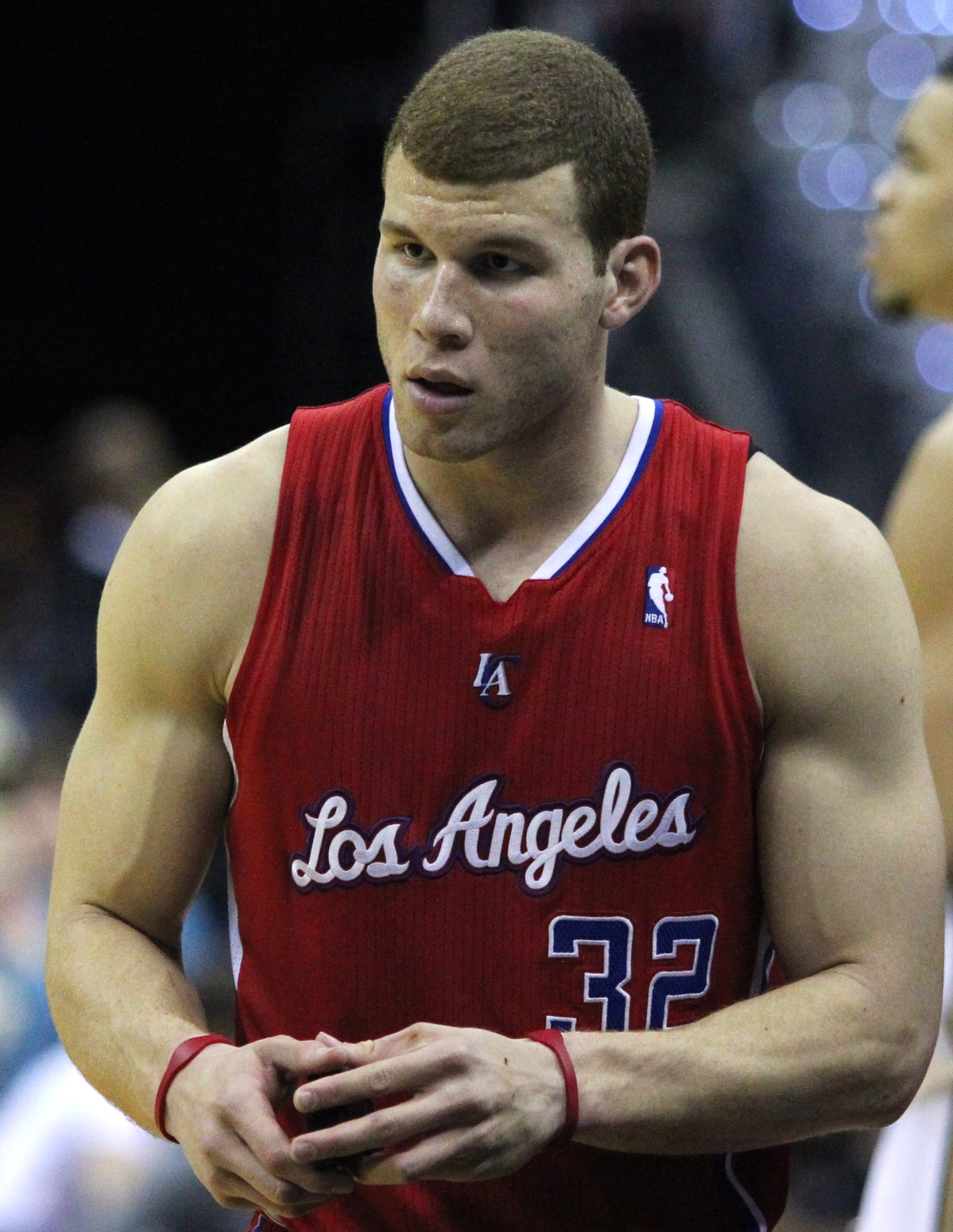
ブレイク・グリフィン

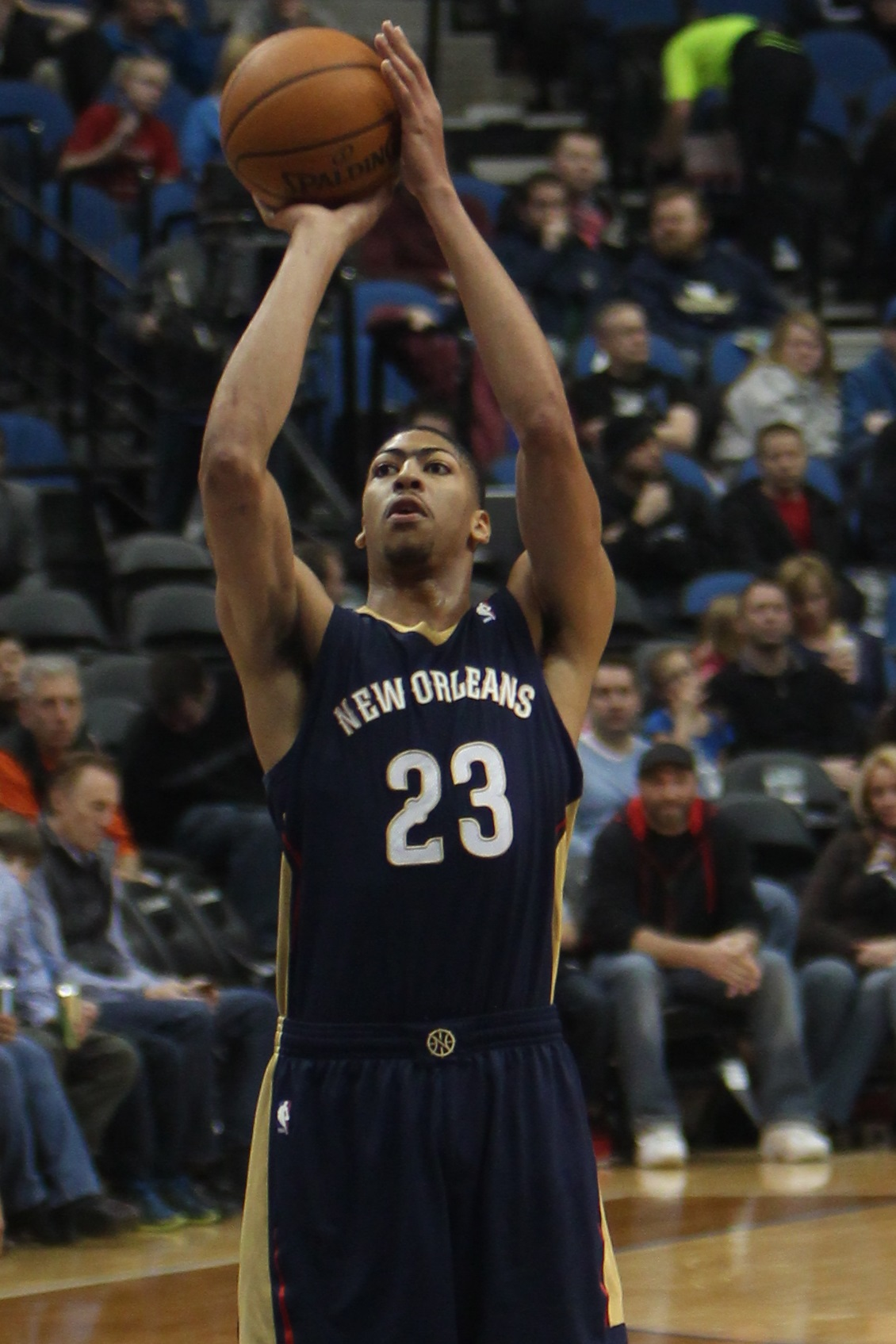
アンソニー・デイビス

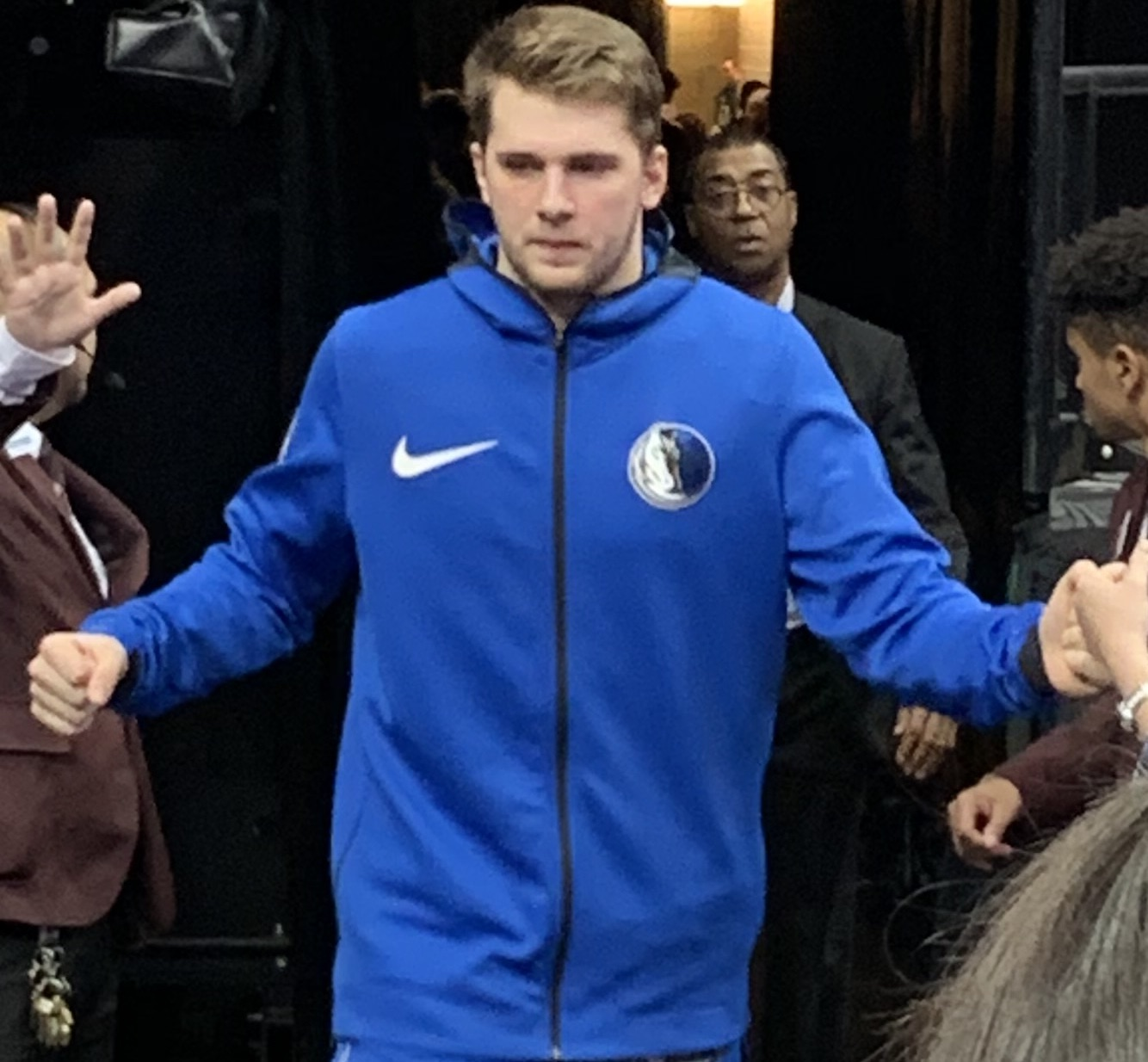
ルカ・ドンチッチ

| ^      | 現役            |
| *      | 殿堂入り        |
| 選手名 | 新人王          |
| 選手名 | ドラフト1位指名 |

| シーズン | 1stチーム                         | 1stチーム                                              | 2ndチーム                           | 2ndチーム                                             |
| シーズン | 選手                              | 所属チーム                                             | 選手                                | 所属チーム                                            |
| -------- | --------------------------------- | ------------------------------------------------------ | ----------------------------------- | ----------------------------------------------------- |
| 1962–63  | テリー・ディッシンガー            | シカゴ・ゼファーズ                                     |                                     |                                                       |
| 1962–63  | チェット・ウォーカー*             | シラキューズ・ナショナルズ                             |                                     |                                                       |
| 1962–63  | ゼルモ・ビーティ*                 | セントルイス・ホークス                                 |                                     |                                                       |
| 1962–63  | ジョン・ハブリチェック*           | ボストン・セルティックス                               |                                     |                                                       |
| 1962–63  | デイブ・ディバッシャー*           | デトロイト・ピストンズ                                 |                                     |                                                       |
| 1963–64  | ジェリー・ルーカス*               | シンシナティ・ロイヤルズ                               |                                     |                                                       |
| 1963–64  | ガス・ジョンソン*                 | ボルティモア・ブレッツ                                 |                                     |                                                       |
| 1963–64  | ネイト・サーモンド*               | サンフランシスコ・ウォリアーズ                         |                                     |                                                       |
| 1963–64  | アート・ヘイマン                  | ニューヨーク・ニックス                                 |                                     |                                                       |
| 1963–64  | ロッド・ソーン                    | ボルティモア・ブレッツ (2)                             |                                     |                                                       |
| 1964–65  | ウィリス・リード*                 | ニューヨーク・ニックス (2)                             |                                     |                                                       |
| 1964–65  | ジム・バーンズ                    | ニューヨーク・ニックス (3)                             |                                     |                                                       |
| 1964–65  | ハワード・コーマイブズ            | ニューヨーク・ニックス (4)                             |                                     |                                                       |
| 1964–65  | ルーシャス・ジャクソン            | フィラデルフィア・76ers                                |                                     |                                                       |
| 1964–65  | ワリー・ジョーンズ                | ボルティモア・ブレッツ (3)                             |                                     |                                                       |
| 1964–65  | ジョー・コールドウェル            | デトロイト・ピストンズ (2)                             |                                     |                                                       |
| 1965–66  | リック・バリー*                   | サンフランシスコ・ウォリアーズ (2)                     |                                     |                                                       |
| 1965–66  | ビリー・カニンガム*               | フィラデルフィア・76ers (2)                            |                                     |                                                       |
| 1965–66  | トム・バン・アースデール          | デトロイト・ピストンズ (3)                             |                                     |                                                       |
| 1965–66  | ディック・バン・アースデール      | ニューヨーク・ニックス (5)                             |                                     |                                                       |
| 1965–66  | フレッド・ヘッツェル              | サンフランシスコ・ウォリアーズ (3)                     |                                     |                                                       |
| 1966–67  | ルー・ハドソン*                   | セントルイス・ホークス (2)                             |                                     |                                                       |
| 1966–67  | ジャック・マリン                  | ボルティモア・ブレッツ (4)                             |                                     |                                                       |
| 1966–67  | アーウィン・ミューラー            | シカゴ・ブルズ                                         |                                     |                                                       |
| 1966–67  | カジー・ラッセル                  | ニューヨーク・ニックス (6)                             |                                     |                                                       |
| 1966–67  | デイブ・ビン*                     | デトロイト・ピストンズ (4)                             |                                     |                                                       |
| 1967–68  | アール・モンロー*                 | ボルティモア・ブレッツ (5)                             |                                     |                                                       |
| 1967–68  | ボブ・ルール                      | シアトル・スーパーソニックス                           |                                     |                                                       |
| 1967–68  | ウォルト・フレイジャー*           | ニューヨーク・ニックス (7)                             |                                     |                                                       |
| 1967–68  | アル・タッカー                    | シアトル・スーパーソニックス (2)                       |                                     |                                                       |
| 1967–68  | フィル・ジャクソン                | ニューヨーク・ニックス (8)                             |                                     |                                                       |
| 1968–69  | ウェス・アンセルド*               | ボルティモア・ブレッツ (6)                             |                                     |                                                       |
| 1968–69  | エルヴィン・ヘイズ*               | サンディエゴ・ロケッツ                                 |                                     |                                                       |
| 1968–69  | ビル・ヒューイット                | ロサンゼルス・レイカーズ                               |                                     |                                                       |
| 1968–69  | アート・ハリス                    | シアトル・スーパーソニックス (3)                       |                                     |                                                       |
| 1968–69  | ゲイリー・グレガー                | フェニックス・サンズ                                   |                                     |                                                       |
| 1969–70  | ルー・アルシンダー*               | ミルウォーキー・バックス                               |                                     |                                                       |
| 1969–70  | ボブ・ダンドリッジ*               | ミルウォーキー・バックス (2)                           |                                     |                                                       |
| 1969–70  | ジョ・ジョ・ホワイト*             | ボストン・セルティックス (2)                           |                                     |                                                       |
| 1969–70  | マイク・デイヴィス                | ボルティモア・ブレッツ (7)                             |                                     |                                                       |
| 1969–70  | ディック・ギャレット              | ロサンゼルス・レイカーズ (2)                           |                                     |                                                       |
| 1970–71  | ジェフ・ペトリー                  | ポートランド・トレイルブレイザーズ                     |                                     |                                                       |
| 1970–71  | デイブ・コーウェンス*             | ボストン・セルティックス (3)                           |                                     |                                                       |
| 1970–71  | ピート・マラビッチ*               | アトランタ・ホークス (3)                               |                                     |                                                       |
| 1970–71  | カルヴィン・マーフィー*           | サンディエゴ・ロケッツ (2)                             |                                     |                                                       |
| 1970–71  | ボブ・レイニア*                   | デトロイト・ピストンズ (5)                             |                                     |                                                       |
| 1971–72  | エルモア・スミス                  | バッファロー・ブレーブス                               |                                     |                                                       |
| 1971–72  | シドニー・ウィックス              | ポートランド・トレイルブレイザーズ (2)                 |                                     |                                                       |
| 1971–72  | オースティン・カー                | クリーブランド・キャバリアーズ                         |                                     |                                                       |
| 1971–72  | フィル・シェニエ                  | ボルティモア・ブレッツ (8)                             |                                     |                                                       |
| 1971–72  | クリフォード・レイ                | シカゴ・ブルズ (2)                                     |                                     |                                                       |
| 1972–73  | ボブ・マカドゥー                  | バッファロー・ブレーブス (2)                           |                                     |                                                       |
| 1972–73  | ロイド・ニール                    | ポートランド・トレイルブレイザーズ (3)                 |                                     |                                                       |
| 1972–73  | フレッド・ボイド                  | フィラデルフィア・76ers (3)                            |                                     |                                                       |
| 1972–73  | ドワイト・デービス                | クリーブランド・キャバリアーズ (2)                     |                                     |                                                       |
| 1972–73  | ジム・プライス                    | ロサンゼルス・レイカーズ (3)                           |                                     |                                                       |
| 1973–74  | アーニー・ディグレゴリオ          | バッファロー・ブレーブス (3)                           |                                     |                                                       |
| 1973–74  | ロン・ビヘイゲン                  | カンザスシティ-オマハ・キングス (2)                    |                                     |                                                       |
| 1973–74  | マイク・バントム                  | フェニックス・サンズ (2)                               |                                     |                                                       |
| 1973–74  | ジョン・ブラウン                  | アトランタ・ホークス (4)                               |                                     |                                                       |
| 1973–74  | ニック・ウェザースプーン          | キャピタル・ブレッツ (9)                               |                                     |                                                       |
| 1974–75  | ジャマール・ウィルクス*           | ゴールデンステート・ウォリアーズ (4)                   |                                     |                                                       |
| 1974–75  | ジョン・ドリュー                  | アトランタ・ホークス (5)                               |                                     |                                                       |
| 1974–75  | スコット・ウェドマン              | カンザスシティ-オマハ・キングス (3)                    |                                     |                                                       |
| 1974–75  | トミー・バールゾン                | シアトル・スーパーソニックス (4)                       |                                     |                                                       |
| 1974–75  | ブライアン・ウィンターズ          | ロサンゼルス・レイカーズ (4)                           |                                     |                                                       |
| 1975–76  | アルヴァン・アダムズ              | フェニックス・サンズ (3)                               |                                     |                                                       |
| 1975–76  | ガス・ウィリアムズ                | ゴールデンステート・ウォリアーズ (5)                   |                                     |                                                       |
| 1975–76  | ジョー・メリウェザー              | ヒューストン・ロケッツ (3)                             |                                     |                                                       |
| 1975–76  | ジョン・シューメイト              | バッファロー・ブレーブス (4)                           |                                     |                                                       |
| 1975–76  | ライオネル・ホリンズ              | ポートランド・トレイルブレイザーズ (4)                 |                                     |                                                       |
| 1976–77  | エイドリアン・ダントリー*         | バッファロー・ブレーブス (5)                           |                                     |                                                       |
| 1976–77  | スコット・メイ                    | シカゴ・ブルズ (3)                                     |                                     |                                                       |
| 1976–77  | ミッチ・カプチャック              | ワシントン・ブレッツ (10)                              |                                     |                                                       |
| 1976–77  | ジョン・ルーカス                  | ヒューストン・ロケッツ (4)                             |                                     |                                                       |
| 1976–77  | ロン・リー                        | フェニックス・サンズ (4)                               |                                     |                                                       |
| 1977–78  | ウォルター・デイビス*             | フェニックス・サンズ (5)                               |                                     |                                                       |
| 1977–78  | マーカス・ジョンソン              | ミルウォーキー・バックス (3)                           |                                     |                                                       |
| 1977–78  | バーナード・キング*               | ニュージャージー・ネッツ                               |                                     |                                                       |
| 1977–78  | ジャック・シクマ*                 | シアトル・スーパーソニックス (5)                       |                                     |                                                       |
| 1977–78  | ノーム・ニクソン                  | ロサンゼルス・レイカーズ (5)                           |                                     |                                                       |
| 1978–79  | フィル・フォード                  | カンザスシティ・キングス (4)                           |                                     |                                                       |
| 1978–79  | マイカル・トンプソン              | ポートランド・トレイルブレイザーズ (5)                 |                                     |                                                       |
| 1978–79  | ロン・ブリュワー                  | ポートランド・トレイルブレイザーズ (6)                 |                                     |                                                       |
| 1978–79  | レジー・ゼウス                    | シカゴ・ブルズ (4)                                     |                                     |                                                       |
| 1978–79  | テリー・タイラー                  | デトロイト・ピストンズ (6)                             |                                     |                                                       |
| 1979–80  | ラリー・バード*                   | ボストン・セルティックス (4)                           |                                     |                                                       |
| 1979–80  | マジック・ジョンソン*             | ロサンゼルス・レイカーズ (6)                           |                                     |                                                       |
| 1979–80  | ビル・カートライト                | ニューヨーク・ニックス (9)                             |                                     |                                                       |
| 1979–80  | カルヴィン・ナット                | ポートランド・トレイルブレイザーズ (7)                 |                                     |                                                       |
| 1979–80  | デビッド・グリーンウッド          | シカゴ・ブルズ (5)                                     |                                     |                                                       |
| 1980–81  | ジョー・バリー・キャロル          | ゴールデンステート・ウォリアーズ (6)                   |                                     |                                                       |
| 1980–81  | ダレル・グリフィス                | ユタ・ジャズ                                           |                                     |                                                       |
| 1980–81  | ラリー・スミス                    | ゴールデンステート・ウォリアーズ (7)                   |                                     |                                                       |
| 1980–81  | ケビン・マクヘイル*               | ボストン・セルティックス (5)                           |                                     |                                                       |
| 1980–81  | ケルヴィン・ランジー              | ポートランド・トレイルブレイザーズ (8)                 |                                     |                                                       |
| 1981–82  | ケリー・トリピューカ              | デトロイト・ピストンズ (7)                             |                                     |                                                       |
| 1981–82  | ジェイ・ヴィンセント              | ダラス・マーベリックス                                 |                                     |                                                       |
| 1981–82  | アイザイア・トーマス*             | デトロイト・ピストンズ (8)                             |                                     |                                                       |
| 1981–82  | バック・ウィリアムズ              | ニュージャージー・ネッツ (2)                           |                                     |                                                       |
| 1981–82  | ジェフ・ルーランド                | ワシントン・ブレッツ (11)                              |                                     |                                                       |
| 1982–83  | テリー・カミングス                | サンディエゴ・クリッパーズ (6)                         |                                     |                                                       |
| 1982–83  | クラーク・ケロッグ                | インディアナ・ペイサーズ                               |                                     |                                                       |
| 1982–83  | ドミニク・ウィルキンス*           | アトランタ・ホークス (6)                               |                                     |                                                       |
| 1982–83  | ジェームズ・ウォージー*           | ロサンゼルス・レイカーズ (7)                           |                                     |                                                       |
| 1982–83  | クインティン・デイリー            | シカゴ・ブルズ (6)                                     |                                     |                                                       |
| 1983–84  | ラルフ・サンプソン*               | ヒューストン・ロケッツ (5)                             |                                     |                                                       |
| 1983–84  | スティーブン・スティパノヴィッチ  | インディアナ・ペイサーズ (2)                           |                                     |                                                       |
| 1983–84  | バイロン・スコット                | ロサンゼルス・レイカーズ (8)                           |                                     |                                                       |
| 1983–84  | ジェフ・マローン                  | ワシントン・ブレッツ (12)                              |                                     |                                                       |
| 1983–84  | サール・ベイリー                  | ユタ・ジャズ (2)                                       |                                     |                                                       |
| 1983–84  | ダレル・ウォーカー                | ニューヨーク・ニックス (10)                            |                                     |                                                       |
| 1984–85  | マイケル・ジョーダン*             | シカゴ・ブルズ (7)                                     |                                     |                                                       |
| 1984–85  | アキーム・オラジュワン*           | ヒューストン・ロケッツ (6)                             |                                     |                                                       |
| 1984–85  | サム・ブーイ                      | ポートランド・トレイルブレイザーズ (9)                 |                                     |                                                       |
| 1984–85  | チャールズ・バークレー*           | フィラデルフィア・76ers (4)                            |                                     |                                                       |
| 1984–85  | サム・パーキンス                  | ダラス・マーベリックス (2)                             |                                     |                                                       |
| 1985–86  | ゼイビア・マクダニエル            | シアトル・スーパーソニックス (6)                       |                                     |                                                       |
| 1985–86  | パトリック・ユーイング*           | ニューヨーク・ニックス (11)                            |                                     |                                                       |
| 1985–86  | カール・マローン*                 | ユタ・ジャズ (3)                                       |                                     |                                                       |
| 1985–86  | ジョー・デュマース*               | デトロイト・ピストンズ (9)                             |                                     |                                                       |
| 1985–86  | チャールズ・オークリー            | シカゴ・ブルズ (8)                                     |                                     |                                                       |
| 1986–87  | ブラッド・ドアティ                | クリーブランド・キャバリアーズ (3)                     |                                     |                                                       |
| 1986–87  | ロン・ハーパー                    | クリーブランド・キャバリアーズ (4)                     |                                     |                                                       |
| 1986–87  | チャック・パーソン                | インディアナ・ペイサーズ (3)                           |                                     |                                                       |
| 1986–87  | ロイ・タープリー                  | ダラス・マーベリックス (3)                             |                                     |                                                       |
| 1986–87  | ホット・ロッド・ウィリアムズ      | クリーブランド・キャバリアーズ (5)                     |                                     |                                                       |
| 1987–88  | マーク・ジャクソン                | ニューヨーク・ニックス (12)                            |                                     |                                                       |
| 1987–88  | アーメン・ギリアム                | フェニックス・サンズ (6)                               |                                     |                                                       |
| 1987–88  | ケニー・スミス                    | サクラメント・キングス (5)                             |                                     |                                                       |
| 1987–88  | グレッグ・アンダーソン            | サンアントニオ・スパーズ                               |                                     |                                                       |
| 1987–88  | デリック・マッキー                | シアトル・スーパーソニックス (7)                       |                                     |                                                       |
| シーズン | 1stチーム                         | 1stチーム                                              | 2ndチーム                           | 2ndチーム                                             |
| シーズン | 選手                              | 所属チーム                                             | 選手                                | 所属チーム                                            |
| 1988–89  | ミッチ・リッチモンド*             | ゴールデンステート・ウォリアーズ (8)                   | ブライアン・ショウ                  | ボストン・セルティックス (6)                          |
| 1988–89  | ウィリー・アンダーソン            | サンアントニオ・スパーズ (2)                           | レックス・チャップマン              | シャーロット・ホーネッツ                              |
| 1988–89  | ハーシー・ホーキンズ              | フィラデルフィア・76ers (5)                            | クリス・モリス                      | ニュージャージー・ネッツ (3)                          |
| 1988–89  | リック・スミッツ                  | インディアナ・ペイサーズ (4)                           | ロッド・ストリックランド            | ニューヨーク・ニックス (13)                           |
| 1988–89  | チャールズ・スミス                | ロサンゼルス・クリッパーズ (7)                         | ケビン・エドワーズ                  | マイアミ・ヒート                                      |
| 1989–90  | デビッド・ロビンソン*             | サンアントニオ・スパーズ (3)                           | J・R・リード                        | シャーロット・ホーネッツ (2)                          |
| 1989–90  | ティム・ハーダウェイ*             | ゴールデンステート・ウォリアーズ (9)                   | ショーン・エリオット                | サンアントニオ・スパーズ (4)                          |
| 1989–90  | ブラデ・ディバッツ*               | ロサンゼルス・レイカーズ (9)                           | ステイシー・キング                  | シカゴ・ブルズ (9)                                    |
| 1989–90  | シャーマン・ダグラス              | マイアミ・ヒート (2)                                   | ブルー・エドワーズ                  | ユタ・ジャズ (4)                                      |
| 1989–90  | プー・リチャードソン              | ミネソタ・ティンバーウルブズ                           | グレン・ライス                      | マイアミ・ヒート (3)                                  |
| 1990–91  | ケンドール・ギル                  | シャーロット・ホーネッツ (3)                           | クリス・ジャクソン                  | デンバー・ナゲッツ                                    |
| 1990–91  | デニス・スコット                  | オーランド・マジック                                   | ゲイリー・ペイトン*                 | シアトル・スーパーソニックス (8)                      |
| 1990–91  | ディー・ブラウン                  | ボストン・セルティックス (7)                           | フェルトン・スペンサー              | ミネソタ・ティンバーウルブズ (2)                      |
| 1990–91  | ライオネル・シモンズ              | サクラメント・キングス (6)                             | トラヴィス・メイズ                  | サクラメント・キングス (7)                            |
| 1990–91  | デリック・コールマン              | ニュージャージー・ネッツ (4)                           | ウィリー・バートン                  | マイアミ・ヒート (4)                                  |
| 1991–92  | ラリー・ジョンソン                | シャーロット・ホーネッツ (4)                           | リック・フォックス                  | ボストン・セルティックス (8)                          |
| 1991–92  | ディケンベ・ムトンボ*             | デンバー・ナゲッツ (2)                                 | テレル・ブランドン                  | クリーブランド・キャバリアーズ (6)                    |
| 1991–92  | ビリー・オーウェンス              | ゴールデンステート・ウォリアーズ (10)                  | ラリー・ステュアート                | ワシントン・ブレッツ (13)                             |
| 1991–92  | スティーブ・スミス                | マイアミ・ヒート (5)                                   | スタンリー・ロバーツ                | オーランド・マジック (2)                              |
| 1991–92  | ステイシー・オーグモン            | アトランタ・ホークス (7)                               | マーク・メイコン                    | デンバー・ナゲッツ (3)                                |
| 1992–93  | シャキール・オニール*             | オーランド・マジック (3)                               | ウォルト・ウィリアムズ              | サクラメント・キングス (8)                            |
| 1992–93  | アロンゾ・モーニング*             | シャーロット・ホーネッツ (5)                           | ロバート・オーリー                  | ヒューストン・ロケッツ (7)                            |
| 1992–93  | クリスチャン・レイトナー          | ミネソタ・ティンバーウルブズ (3)                       | ラトレル・スプリーウェル            | ゴールデンステート・ウォリアーズ (11)                 |
| 1992–93  | トム・ググリオッタ                | ワシントン・ブレッツ (14)                              | クラレンス・ウェザースプーン        | フィラデルフィア・76ers (6)                           |
| 1992–93  | ラフォンゾ・エリス                | デンバー・ナゲッツ (4)                                 | リチャード・デュマース              | フェニックス・サンズ (7)                              |
| 1993–94  | クリス・ウェバー*                 | ゴールデンステート・ウォリアーズ (12)                  | ディノ・ラジャ*                     | ボストン・セルティックス (9)                          |
| 1993–94  | アンファニー・ハーダウェイ        | オーランド・マジック (4)                               | ニック・ヴァン・エクセル            | ロサンゼルス・レイカーズ (10)                         |
| 1993–94  | ヴィン・ベイカー                  | ミルウォーキー・バックス (4)                           | ショーン・ブラッドリー              | フィラデルフィア・76ers (7)                           |
| 1993–94  | ジャマール・マッシュバーン        | ダラス・マーベリックス (4)                             | トニー・クーコッチ*                 | シカゴ・ブルズ (10)                                   |
| 1993–94  | アイザイア・ライダー              | ミネソタ・ティンバーウルブズ (4)                       | リンジー・ハンター                  | デトロイト・ピストンズ (10)                           |
| 1994–95  | ジェイソン・キッド*               | ダラス・マーベリックス (5)                             | ジュワン・ハワード                  | ワシントン・ブレッツ (15)                             |
| 1994–95  | グラント・ヒル*                   | デトロイト・ピストンズ (11)                            | エリック・モントロス                | ボストン・セルティックス (10)                         |
| 1994–95  | グレン・ロビンソン                | ミルウォーキー・バックス (5)                           | ウェズリー・パーソン                | フェニックス・サンズ (8)                              |
| 1994–95  | エディー・ジョーンズ              | ロサンゼルス・レイカーズ (11)                          | ジェイレン・ローズ                  | デンバー・ナゲッツ (5)                                |
| 1994–95  | ブライアン・グラント              | サクラメント・キングス (9)                             | ドニエル・マーシャル                | ゴールデンステート・ウォリアーズ (13)                 |
| 1994–95  | ブライアン・グラント              | サクラメント・キングス (9)                             | シャロン・ライト                    | フィラデルフィア・76ers (8)                           |
| 1995–96  | デイモン・スタウダマイアー        | トロント・ラプターズ                                   | ケビン・ガーネット*                 | ミネソタ・ティンバーウルブズ (5)                      |
| 1995–96  | ジョー・スミス                    | ゴールデンステート・ウォリアーズ (14)                  | ブライアント・リーヴス              | バンクーバー・グリズリーズ                            |
| 1995–96  | ジェリー・スタックハウス          | フィラデルフィア・76ers (9)                            | ブレント・バリー                    | ロサンゼルス・クリッパーズ (8)                        |
| 1995–96  | アントニオ・マクダイス            | デンバー・ナゲッツ (6)                                 | ラシード・ウォーレス                | ワシントン・ブレッツ (16)                             |
| 1995–96  | アルヴィーダス・サボニス*         | ポートランド・トレイルブレイザーズ (10)                | タイアス・エドニー                  | サクラメント・キングス (10)                           |
| 1995–96  | マイケル・フィンリー              | フェニックス・サンズ (9)                               | タイアス・エドニー                  | サクラメント・キングス (10)                           |
| 1996–97  | シャリーフ・アブドゥル＝ラヒーム  | バンクーバー・グリズリーズ (2)                         | ケリー・キトルズ                    | ニュージャージー・ネッツ (5)                          |
| 1996–97  | アレン・アイバーソン*             | フィラデルフィア・76ers (10)                           | レイ・アレン*                       | ミルウォーキー・バックス (6)                          |
| 1996–97  | ステフォン・マーブリー            | ミネソタ・ティンバーウルブズ (6)                       | トラヴィス・ナイト                  | ロサンゼルス・レイカーズ (12)                         |
| 1996–97  | マーカス・キャンビー              | トロント・ラプターズ (2)                               | コービー・ブライアント*             | ロサンゼルス・レイカーズ (13)                         |
| 1996–97  | アントワン・ウォーカー            | ボストン・セルティックス (11)                          | マット・マロニー                    | ヒューストン・ロケッツ (8)                            |
| 1997–98  | ティム・ダンカン*                 | サンアントニオ・スパーズ (5)                           | ティム・トーマス                    | フィラデルフィア・76ers (11)                          |
| 1997–98  | キース・ヴァン・ホーン            | ニュージャージー・ネッツ (6)                           | セドリック・ヘンダーソン            | クリーブランド・キャバリアーズ (9)                    |
| 1997–98  | ブレビン・ナイト                  | クリーブランド・キャバリアーズ (7)                     | デレック・アンダーソン              | クリーブランド・キャバリアーズ (10)                   |
| 1997–98  | ジードルナス・イルガスカス        | クリーブランド・キャバリアーズ (8)                     | モーリス・テイラー                  | ロサンゼルス・クリッパーズ (9)                        |
| 1997–98  | ロン・マーサー                    | ボストン・セルティックス (12)                          | ボビー・ジャクソン                  | デンバー・ナゲッツ (7)                                |
| 1998–99  | ヴィンス・カーター*               | トロント・ラプターズ (3)                               | マイケル・ディッカーソン            | ヒューストン・ロケッツ (9)                            |
| 1998–99  | ポール・ピアース*                 | ボストン・セルティックス (13)                          | マイケル・ドレアック                | オーランド・マジック (5)                              |
| 1998–99  | ジェイソン・ウィリアムズ          | サクラメント・キングス (11)                            | カッティノ・モブリー                | ヒューストン・ロケッツ (10)                           |
| 1998–99  | マイク・ビビー                    | バンクーバー・グリズリーズ (3)                         | マイケル・オロウォカンディ          | ロサンゼルス・クリッパーズ (10)                       |
| 1998–99  | マット・ハープリング              | オーランド・マジック (6)                               | アントワン・ジェイミソン            | ゴールデンステート・ウォリアーズ (15)                 |
| 1999–00  | エルトン・ブランド                | シカゴ・ブルズ (11)                                    | ショーン・マリオン                  | フェニックス・サンズ (10)                             |
| 1999–00  | スティーブ・フランシス            | ヒューストン・ロケッツ (11)                            | ロン・アーテスト                    | シカゴ・ブルズ (12)                                   |
| 1999–00  | ラマー・オドム                    | ロサンゼルス・クリッパーズ (11)                        | ジェームズ・ポージー                | デンバー・ナゲッツ (8)                                |
| 1999–00  | ウォーリー・ザービアック          | ミネソタ・ティンバーウルブズ (7)                       | ジェイソン・テリー                  | アトランタ・ホークス (8)                              |
| 1999–00  | アンドレ・ミラー                  | クリーブランド・キャバリアーズ (11)                    | チャッキー・アトキンス              | オーランド・マジック (7)                              |
| 2000–01  | マイク・ミラー                    | オーランド・マジック (8)                               | ヒド・ターコルー                    | サクラメント・キングス (12)                           |
| 2000–01  | ケニオン・マーティン              | ニュージャージー・ネッツ (7)                           | デズモンド・メイソン                | シアトル・スーパーソニックス (9)                      |
| 2000–01  | マーク・ジャクソン                | ゴールデンステート・ウォリアーズ (16)                  | コートニー・アレキサンダー          | ワシントン・ウィザーズ (17)                           |
| 2000–01  | モリス・ピーターソン              | トロント・ラプターズ (4)                               | マーカス・ファイザー                | シカゴ・ブルズ (13)                                   |
| 2000–01  | ダリアス・マイルズ                | ロサンゼルス・クリッパーズ (12)                        | クリス・ミーム                      | クリーブランド・キャバリアーズ (12)                   |
| 2001–02  | パウ・ガソル*                     | メンフィス・グリズリーズ (4)                           | ジャマール・ティンズリー            | インディアナ・ペイサーズ (5)                          |
| 2001–02  | シェーン・バティエ                | メンフィス・グリズリーズ (5)                           | リチャード・ジェファーソン          | ニュージャージー・ネッツ (8)                          |
| 2001–02  | ジェイソン・リチャードソン        | ゴールデンステート・ウォリアーズ (17)                  | エディー・グリフィン                | ヒューストン・ロケッツ (12)                           |
| 2001–02  | トニー・パーカー*                 | サンアントニオ・スパーズ (6)                           | ツエルコ・レブラカ                  | デトロイト・ピストンズ (12)                           |
| 2001–02  | アンドレイ・キリレンコ            | ユタ・ジャズ (5)                                       | ウラジミール・ラドマノビッチ        | シアトル・スーパーソニックス (10)                     |
| 2001–02  | アンドレイ・キリレンコ            | ユタ・ジャズ (5)                                       | ジョー・ジョンソン                  | フェニックス・サンズ (11)                             |
| 2002–03  | 姚明*                             | ヒューストン・ロケッツ (13)                            | マヌ・ジノビリ*                     | サンアントニオ・スパーズ (7)                          |
| 2002–03  | アマレ・スタウダマイアー          | フェニックス・サンズ (12)                              | ゴーダン・ギリチェック              | メンフィス・グリズリーズ (6) オーランド・マジック (9) |
| 2002–03  | カロン・バトラー                  | マイアミ・ヒート (6)                                   | カルロス・ブーザー                  | クリーブランド・キャバリアーズ (13)                   |
| 2002–03  | ドリュー・グッデン                | メンフィス・グリズリーズ (7) オーランド・マジック (10) | ジェイ・ウィリアムス                | シカゴ・ブルズ (14)                                   |
| 2002–03  | ネネイ・イラリオ[h]               | デンバー・ナゲッツ (9)                                 | J・R・ブレマー                      | ボストン・セルティックス (14)                         |
| 2003–04  | カーメロ・アンソニー              | デンバー・ナゲッツ (10)                                | ジョシュ・ハワード                  | ダラス・マーベリックス (6)                            |
| 2003–04  | レブロン・ジェームズ^             | クリーブランド・キャバリアーズ (14)                    | T・J・フォード                      | ミルウォーキー・バックス (7)                          |
| 2003–04  | ドウェイン・ウェイド*             | マイアミ・ヒート (7)                                   | ユドニス・ハスレム                  | マイアミ・ヒート (8)                                  |
| 2003–04  | クリス・ボッシュ*                 | トロント・ラプターズ (5)                               | ジャーヴィス・ヘイズ                | ワシントン・ウィザーズ (18)                           |
| 2003–04  | カーク・ハインリック              | シカゴ・ブルズ (15)                                    | マーキス・ダニエルズ                | ダラス・マーベリックス (7)                            |
| 2004–05  | エメカ・オカフォー                | シャーロット・ボブキャッツ (6)                         | ネナド・クリスティッチ              | ニュージャージー・ネッツ (9)                          |
| 2004–05  | ドワイト・ハワード^               | オーランド・マジック (11)                              | ジョシュ・スミス                    | アトランタ・ホークス (9)                              |
| 2004–05  | ベン・ゴードン                    | シカゴ・ブルズ (16)                                    | ジョシュ・チルドレス                | アトランタ・ホークス (10)                             |
| 2004–05  | アンドレ・イグダーラ              | フィラデルフィア・76ers (12)                           | ジャミール・ネルソン                | オーランド・マジック (12)                             |
| 2004–05  | ルオル・デン                      | シカゴ・ブルズ (17)                                    | アル・ジェファーソン                | ボストン・セルティックス (15)                         |
| 2005–06  | クリス・ポール^                   | ニューオーリンズ/オクラホマシティ・ホーネッツ          | ダニー・グレンジャー                | インディアナ・ペイサーズ (6)                          |
| 2005–06  | チャーリー・ビラヌエバ            | トロント・ラプターズ (6)                               | レイモンド・フェルトン              | シャーロット・ボブキャッツ (7)                        |
| 2005–06  | アンドリュー・ボーガット^         | ミルウォーキー・バックス (8)                           | ルーサー・ヘッド                    | ヒューストン・ロケッツ (14)                           |
| 2005–06  | デロン・ウィリアムス              | ユタ・ジャズ (6)                                       | マービン・ウィリアムス              | アトランタ・ホークス (11)                             |
| 2005–06  | チャニング・フライ                | ニューヨーク・ニックス (14)                            | ライアン・ゴメス                    | ボストン・セルティックス (16)                         |
| 2006–07  | ブランドン・ロイ                  | ポートランド・トレイルブレイザーズ (11)                | ポール・ミルサップ                  | ユタ・ジャズ (7)                                      |
| 2006–07  | アンドレア・バルニャーニ          | トロント・ラプターズ (7)                               | アダム・モリソン                    | シャーロット・ボブキャッツ (8)                        |
| 2006–07  | ランディ・フォイ                  | ミネソタ・ティンバーウルブズ (8)                       | タイラス・トーマス                  | シカゴ・ブルズ (18)                                   |
| 2006–07  | ルディ・ゲイ^                     | メンフィス・グリズリーズ (8)                           | クレイグ・スミス                    | ミネソタ・ティンバーウルブズ (9)                      |
| 2006–07  | ホルヘ・ガルバホサ (tie)          | トロント・ラプターズ (8)                               | ラジョン・ロンド (tie)              | ボストン・セルティックス (17)                         |
| 2006–07  | ラマーカス・オルドリッジ^ (tie)   | ポートランド・トレイルブレイザーズ (12)                | ウォルテル・エルマン (tie)          | シャーロット・ボブキャッツ (9)                        |
| 2006–07  | ラマーカス・オルドリッジ^ (tie)   | ポートランド・トレイルブレイザーズ (12)                | マーカス・ウィリアムズ (tie)        | ニュージャージー・ネッツ (10)                         |
| 2007–08  | アル・ホーフォード^               | アトランタ・ホークス (12)                              | ジャマリオ・ムーン                  | トロント・ラプターズ (9)                              |
| 2007–08  | ケビン・デュラント^               | シアトル・スーパーソニックス (11)                      | フアン・カルロス・ナバーロ          | メンフィス・グリズリーズ (9)                          |
| 2007–08  | ルイス・スコラ                    | ヒューストン・ロケッツ (15)                            | サディアス・ヤング^                 | フィラデルフィア・76ers (13)                          |
| 2007–08  | アル・ソーントン                  | ロサンゼルス・クリッパーズ (13)                        | ロドニー・スタッキー                | デトロイト・ピストンズ (13)                           |
| 2007–08  | ジェフ・グリーン^                 | シアトル・スーパーソニックス (12)                      | カール・ランドリー                  | ヒューストン・ロケッツ (16)                           |
| 2008–09  | デリック・ローズ^                 | シカゴ・ブルズ (19)                                    | エリック・ゴードン^                 | ロサンゼルス・クリッパーズ (14)                       |
| 2008–09  | O・J・メイヨ                      | メンフィス・グリズリーズ (10)                          | ケビン・ラブ^                       | ミネソタ・ティンバーウルブズ (10)                     |
| 2008–09  | ラッセル・ウェストブルック^       | オクラホマシティ・サンダー (13)                        | マリオ・チャルマーズ^               | マイアミ・ヒート (10)                                 |
| 2008–09  | ブルック・ロペス^                 | ニュージャージー・ネッツ (11)                          | マルク・ガソル                      | メンフィス・グリズリーズ (11)                         |
| 2008–09  | マイケル・ビーズリー^             | マイアミ・ヒート (9)                                   | D・J・オーガスティン^ (tie)         | シャーロット・ボブキャッツ (10)                       |
| 2008–09  | マイケル・ビーズリー^             | マイアミ・ヒート (9)                                   | ルディ・フェルナンデス (tie)        | ポートランド・トレイルブレイザーズ (13)               |
| 2009–10  | タイリーク・エバンス^             | サクラメント・キングス (13)                            | マーカス・ソーントン                | ニューオーリンズ・ホーネッツ (2)                      |
| 2009–10  | ブランドン・ジェニングス          | ミルウォーキー・バックス (9)                           | デュワン・ブレア                    | サンアントニオ・スパーズ (8)                          |
| 2009–10  | ステフィン・カリー                | ゴールデンステート・ウォリアーズ (18)                  | ジェームス・ハーデン^               | オクラホマシティ・サンダー (14)                       |
| 2009–10  | ダレン・コリソン                  | ニューオーリンズ・ホーネッツ (3)                       | ジョニー・フリン                    | ミネソタ・ティンバーウルブズ (11)                     |
| 2009–10  | タージ・ギブソン^                 | シカゴ・ブルズ (20)                                    | ヨナス・イェレブコ^                 | デトロイト・ピストンズ (14)                           |
| 2010–11  | ブレイク・グリフィン[f]           | ロサンゼルス・クリッパーズ (15)                        | グレッグ・モンロー                  | デトロイト・ピストンズ (15)                           |
| 2010–11  | ジョン・ウォール^                 | ワシントン・ウィザーズ (19)                            | ウェズリー・ジョンソン              | ミネソタ・ティンバーウルブズ (12)                     |
| 2010–11  | ランドリー・フィールズ            | ニューヨーク・ニックス (15)                            | エリック・ブレッドソー^             | ロサンゼルス・クリッパーズ (16)                       |
| 2010–11  | デマーカス・カズンズ^             | サクラメント・キングス (14)                            | デリック・フェイバーズ^             | ユタ・ジャズ (8)                                      |
| 2010–11  | ゲイリー・ニール^                 | サンアントニオ・スパーズ (9)                           | ポール・ジョージ^                   | インディアナ・ペイサーズ (7)                          |
| 2011–12  | カイリー・アービング^             | クリーブランド・キャバリアーズ (15)                    | アイザイア・トーマス^               | サクラメント・キングス (15)                           |
| 2011–12  | リッキー・ルビオ                  | ミネソタ・ティンバーウルブズ (13)                      | マーション・ブルックス              | ニュージャージー・ネッツ (12)                         |
| 2011–12  | ケネス・フェリード^               | デンバー・ナゲッツ (11)                                | チャンドラー・パーソンズ            | ヒューストン・ロケッツ (17)                           |
| 2011–12  | クレイ・トンプソン                | ゴールデンステート・ウォリアーズ (19)                  | トリスタン・トンプソン^             | クリーブランド・キャバリアーズ (16)                   |
| 2011–12  | カワイ・レナード^ (tie)           | サンアントニオ・スパーズ (10)                          | トリスタン・トンプソン^             | クリーブランド・キャバリアーズ (16)                   |
| 2011–12  | イマン・シャンパート (tie)        | ニューヨーク・ニックス (16)                            | デリック・ウィリアムズ^             | ミネソタ・ティンバーウルブズ (14)                     |
| 2011–12  | ブランドン・ナイト^ (tie)         | デトロイト・ピストンズ (16)                            | デリック・ウィリアムズ^             | ミネソタ・ティンバーウルブズ (14)                     |
| 2012–13  | デイミアン・リラード^             | ポートランド・トレイルブレイザーズ (14)                | アンドレ・ドラモンド^               | デトロイト・ピストンズ (17)                           |
| 2012–13  | ブラッドリー・ビール^             | ワシントン・ウィザーズ (20)                            | ヨナス・ヴァランチューナス^[g]      | トロント・ラプターズ (10)                             |
| 2012–13  | アンソニー・デイビス^             | ニューオーリンズ・ホーネッツ (4)                       | マイケル・キッド＝ギルクリスト      | シャーロット・ボブキャッツ (11)                       |
| 2012–13  | ディオン・ウェイターズ^           | クリーブランド・キャバリアーズ (17)                    | カイル・シングラー                  | デトロイト・ピストンズ (18)                           |
| 2012–13  | ハリソン・バーンズ^               | ゴールデンステート・ウォリアーズ (20)                  | タイラー・ゼラー                    | クリーブランド・キャバリアーズ (18)                   |
| 2013–14  | マイケル・カーター＝ウィリアムス^ | フィラデルフィア・76ers (14)                           | ケリー・オリニク^                   | ボストン・セルティックス (18)                         |
| 2013–14  | ビクター・オラディポ^             | オーランド・マジック (13)                              | ヤニス・アデトクンボ^               | ミルウォーキー・バックス (10)                         |
| 2013–14  | トレイ・バーク^                   | ユタ・ジャズ (10)                                      | ゴーギー・ジェン                    | ミネソタ・ティンバーウルブズ (15)                     |
| 2013–14  | メイソン・プラムリー^             | ブルックリン・ネッツ (13)                              | コディ・ゼラー^                     | シャーロット・ボブキャッツ (12)                       |
| 2013–14  | ティム・ハーダウェイ・ジュニア^   | ニューヨーク・ニックス (17)                            | スティーブン・アダムズ^             | オクラホマシティ・サンダー (15)                       |
| 2014–15  | アンドリュー・ウィギンズ^         | ミネソタ・ティンバーウルブズ (16)                      | マーカス・スマート^                 | ボストン・セルティックス (19)                         |
| 2014–15  | ニコラ・ミロティッチ^             | シカゴ・ブルズ (21)                                    | ザック・ラビーン^                   | ミネソタ・ティンバーウルブズ (17)                     |
| 2014–15  | ナーレンズ・ノエル^               | フィラデルフィア・76ers (15)                           | ボヤン・ボグダノビッチ^             | ブルックリン・ネッツ (14)                             |
| 2014–15  | エルフリッド・ペイトン^           | オーランド・マジック (14)                              | ユスフ・ヌルキッチ^                 | デンバー・ナゲッツ (12)                               |
| 2014–15  | ジョーダン・クラークソン^         | ロサンゼルス・レイカーズ (14)                          | ラングストン・ギャロウェイ^         | ニューヨーク・ニックス (18)                           |
| 2015–16  | カール＝アンソニー・タウンズ^     | ミネソタ・ティンバーウルブズ (18)                      | ジャスティス・ウィンスロー^         | マイアミ・ヒート (11)                                 |
| 2015–16  | クリスタプス・ポルジンギス^       | ニューヨーク・ニックス (19)                            | ディアンジェロ・ラッセル^           | ロサンゼルス・レイカーズ (15)                         |
| 2015–16  | デビン・ブッカー^                 | フェニックス・サンズ (13)                              | エマニュエル・ムディエイ^           | デンバー・ナゲッツ (14)                               |
| 2015–16  | ニコラ・ヨキッチ^                 | デンバー・ナゲッツ (13)                                | マイルズ・ターナー^                 | インディアナ・ペイサーズ (8)                          |
| 2015–16  | ジャリル・オカフォー^             | フィラデルフィア・76ers (16)                           | ウィリー・コーリー＝スタイン^       | サクラメント・キングス (16)                           |
| 2016–17  | マルコム・ブログドン^             | ミルウォーキー・バックス (11)                          | ジャマール・マリー^                 | デンバー・ナゲッツ (15)                               |
| 2016–17  | ダリオ・サリッチ^                 | フィラデルフィア・76ers (17)                           | ジェイレン・ブラウン^               | ボストン・セルティックス (20)                         |
| 2016–17  | ジョエル・エンビード^             | フィラデルフィア・76ers (18)                           | マーキース・クリス^                 | フェニックス・サンズ (14)                             |
| 2016–17  | バディ・ヒールド^                 | サクラメント・キングス (17)                            | ブランドン・イングラム^             | ロサンゼルス・レイカーズ (16)                         |
| 2016–17  | ウィリー・エルナンゴメス^         | ニューヨーク・ニックス (20)                            | ヨギ・フェレル^                     | ダラス・マーベリックス (8)                            |
| 2017–18  | ベン・シモンズ^[i]                | フィラデルフィア・76ers (19)                           | デニス・スミス・ジュニア^           | ダラス・マーベリックス (9)                            |
| 2017–18  | ドノバン・ミッチェル^             | ユタ・ジャズ (11)                                      | ロンゾ・ボール^                     | ロサンゼルス・レイカーズ (18)                         |
| 2017–18  | ジェイソン・テイタム^             | ボストン・セルティックス (21)                          | ジョン·コリンズ^                    | アトランタ・ホークス (13)                             |
| 2017–18  | カイル・クーズマ^                 | ロサンゼルス・レイカーズ (17)                          | ボグダン・ボグダノヴィッチ^         | サクラメント・キングス (18)                           |
| 2017–18  | ラウリ・マルカネン^               | シカゴ・ブルズ (22)                                    | ジョシュ・ジャクソン^               | フェニックス・サンズ (15)                             |
| 2018–19  | ルカ・ドンチッチ^                 | ダラス・マーベリックス (10)                            | シェイ・ギルジャス＝アレクサンダー^ | ロサンゼルス・クリッパーズ (17)                       |
| 2018–19  | トレイ・ヤング^                   | アトランタ・ホークス (14)                              | コリン・セクストン^                 | クリーブランド・キャバリアーズ (19)                   |
| 2018–19  | ディアンドレ・エイトン^           | フェニックス・サンズ (16)                              | ランドリー・シャメット^             | ロサンゼルス・クリッパーズ (18)                       |
| 2018–19  | ジャレン・ジャクソン・ジュニア^   | メンフィス・グリズリーズ (12)                          | ミッチェル・ロビンソン^             | ニューヨーク・ニックス (21)                           |
| 2018–19  | マービン・バグリー3世^            | サクラメント・キングス (19)                            | ケビン・ハーター^                   | アトランタ・ホークス (15)                             |
| 2019–20  | ジャ・モラント^                   | メンフィス・グリズリーズ (13)                          | 八村塁^                             | ワシントン・ウィザーズ (20)                           |
| 2019–20  | ブランドン・クラーク^             | メンフィス・グリズリーズ (14)                          | タイラー・ヒーロー^                 | マイアミ・ヒート (13)                                 |
| 2019–20  | ザイオン・ウィリアムソン^         | ニューオーリンズ・ペリカンズ (5)                       | コービー・ホワイト^                 | シカゴ・ブルズ (23)                                   |
| 2019–20  | ケンドリック・ナン^               | マイアミ・ヒート (12)                                  | P・J・ワシントン^                   | シャーロット・ホーネッツ (13)                         |
| 2019–20  | エリック・パスカル^               | ゴールデンステート・ウォリアーズ (21)                  | テレンス・デイビス^                 | トロント・ラプターズ (11)                             |
| 2020–21  | ラメロ・ボール^                   | シャーロット・ホーネッツ (14)                          | イマニュエル・クイックリー^         | ニューヨーク・ニックス (22)                           |
| 2020–21  | タイリース・ハリバートン^         | サクラメント・キングス (20)                            | デズモンド・ベイン^                 | メンフィス・グリズリーズ (15)                         |
| 2020–21  | アンソニー・エドワーズ^           | ミネソタ・ティンバーウルブズ (19)                      | パトリック・ウィリアムズ^           | シカゴ・ブルズ (24)                                   |
| 2020–21  | サディック・ベイ^                 | デトロイト・ピストンズ (18)                            | アイザイア・スチュワート^           | デトロイト・ピストンズ (19)                           |
| 2020–21  | ジェイショーン・テイト^           | ヒューストン・ロケッツ (18)                            | アイザック・オコロ^                 | クリーブランド・キャバリアーズ (20)                   |
| 2021–22  | スコッティ・バーンズ^             | トロント・ラプターズ(12)                               | ハーバート・ジョーンズ^             | ニューオーリンズ・ペリカンズ(6)                       |
| 2021–22  | ケイド・カニングハム^             | デトロイト・ピストンズ(19)                             | ジョシュ・ギディー^                 | オクラホマシティ・サンダー(16)                        |
| 2021–22  | エバン・モーブリー^               | クリーブランド・キャバリアーズ(21)                     | ボーンズ・ハイランド^               | デンバー・ナゲッツ(16)                                |
| 2021–22  | フランツ・バグナー^               | オーランド・マジック(15)                               | アヨ・ドスンム^                     | シカゴ・ブルズ(25)                                    |
| 2021–22  | ジェイレン・グリーン^             | ヒューストン・ロケッツ(19)                             | クリス・ドゥアルテ^                 | インディアナ・ペイサーズ(9)                           |
| 2022–23  | パオロ・バンケロ^                 | オーランド・マジック(16)                               | ジェイレン・デューレン^             | デトロイト・ピストンズ(22)                            |
| 2022–23  | ウォーカー・ケスラー^             | ユタ・ジャズ(12)                                       | タリ・イーソン^                     | ヒューストン・ロケッツ(20)                            |
| 2022–23  | ベネディクト・マサリン^           | インディアナ・ペイサーズ(10)                           | ジェイデン・アイビー^               | デトロイト・ピストンズ(23)                            |
| 2022–23  | キーガン・マレー^                 | サクラメント・キングス(21)                             | ジャバリ・スミス・ジュニア^         | ヒューストン・ロケッツ(21)                            |
| 2022–23  | ジェイレン・ウィリアムズ^         | オクラホマシティ・サンダー(17)                         | ジェレミー・ソーハン^               | サンアントニオ・スパーズ(11)                          |
| 2023–24  | ビクター・ウェンバンヤマ^         | サンアントニオ・スパーズ(12)                           | デレック・ライブリー2世^            | ダラス・マーベリックス(11)                            |
| 2023–24  | チェット・ホルムグレン^           | オクラホマシティ・サンダー(18)                         | アメン・トンプソン^                 | ヒューストン・ロケッツ(22)                            |
| 2023–24  | ブランドン・ミラー^               | シャーロット・ホーネッツ(15)                           | キヨンテ・ジョージ^                 | ユタ・ジャズ(13)                                      |
| 2023–24  | ハイメ・ハーケス・ジュニア^       | マイアミ・ヒート(14)                                   | ケイソン・ウォーレス^               | オクラホマシティ・サンダー(19)                        |
| 2023–24  | ブランディン・ポジェムスキー^     | ゴールデンステイト・ウォリアーズ(22)                   | GG・ジャクソン^                     | メンフィス・グリズリーズ(16)                          |
| 2024–25  | ステフォン・キャッスル^           | サンアントニオ・スパーズ(13)                           | マタス・ブゼリス^                   | シカゴ・ブルズ(11)                                    |
| 2024–25  | ザック・イディー^                 | メンフィス・グリズリーズ(17)                           | バブ・キャリントン^                 | ワシントン・ウィザーズ(21)                            |
| 2024–25  | ザカリー・リザシェイ^             | アトランタ・ホークス(15)                               | ドノバン・クリンガン^               | ポートランド・トレイルブレイザーズ(15)                |
| 2024–25  | ジェイレン・ウェルズ^             | メンフィス・グリズリーズ(18)                           | イブ・ミッシ^                       | ニューオーリンズ・ペリカンズ(7)                       |
| 2024–25  | アレックス・サー^                 | ワシントン・ウィザーズ(22)                             | カリル・ウェア^                     | マイアミ・ヒート(15)                                  |